# Apparitions mariales de Lourdes
Les apparitions mariales de Lourdes ou les apparitions de Notre-Dame de Lourdes sont des apparitions de la Vierge Marie manifestées en 1858 à une jeune fille âgée de quatorze ans, Bernadette Soubirous. Celle-ci a déclaré qu'elle avait assisté à dix-huit apparitions à Lourdes (Hautes-Pyrénées) d'une femme se présentant comme étant l'Immaculée Conception.
Selon son récit, ces apparitions interviennent pendant six mois, dont douze apparitions en l'espace d'une quinzaine de jours. Les déclarations de la jeune fille suscitent de vives polémiques et font rapidement l'objet d'enquêtes et de contre-enquêtes des autorités civiles. Le commissaire Jacomet, puis le procureur l'interrogent et la menacent de prison si elle maintient ses dires ou continue de se rendre à la grotte où la Vierge lui serait apparue. 
Malgré les pressions, Bernadette Soubirous reste constante dans ses déclarations et nul ne parvient à la mettre en défaut. Une foule de plus en plus importante se rend à la grotte avec elle pour assister aux « apparitions » (même si la jeune fille est la seule « à voir ») et assister à ses extases. Le jeudi 4 mars 1858, on dénombre environ 8 000 personnes pressées devant la grotte lorsque Bernadette Soubirous s'y rend à son tour. L'attitude « étrange » de la voyante (lorsqu'elle boit de l'eau boueuse et mange de l'herbe), et l'absence « d'un grand miracle » (non annoncé, mais attendu des foules) désappointe un certain nombre de fidèles et de curieux. Néanmoins, pour essayer de calmer la ferveur populaire autour de la grotte de Massabielle, les autorités civiles font barricader le site (le 7 juin) et en interdisent l'accès par la force. Lors de la dernière apparition du 16 juillet, Bernadette se tiendra sur l'autre rive du Gave, devant les barrières.
À partir de juillet, plusieurs personnes influentes de l'empire se rendent sur place et commencent à faire pression pour rouvrir l'accès à la grotte. En juillet également, plusieurs évêques se rendent sur place, certains interrogent la voyante, puis de concert, vont demander à l'évêque de Tarbes, Bertrand-Sévère Laurence, de faire ouvrir une enquête sur ces événements. Le 28 août, le célèbre journaliste Louis Veuillot publie dans son journal L'Univers un article sur les évènements de Lourdes et sur la jeune Bernadette Soubirous. Le 5 octobre 1858, l'empereur Napoléon III autorise la réouverture de l'accès à la grotte.
Le 18 janvier 1862, au nom de toute l'Église, Mgr Laurence publie un mandement par lequel il reconnaît officiellement les apparitions de Lourdes : « Nous sommes […] convaincus que l'Apparition est surnaturelle et divine, et que, par conséquent, ce que Bernadette a vu, c'est la Très Sainte Vierge ». La Vierge y est depuis lors honorée sous le vocable « Notre-Dame de Lourdes ». Après cette déclaration, l'évêché de Tarbes achète les terrains et commence la construction de plusieurs églises : la basilique de l'Immaculée-Conception (qui surplombe la grotte de Massabielle) construite de 1862 à 1871, puis la basilique Notre-Dame-du-Rosaire (1883-1889), d'autres constructions suivront, faisant de ce lieu de pèlerinage marial, le plus grand site en France, et l'un des principaux dans le monde.
Ce sanctuaire fait partie d'une série de sanctuaires mariaux importants, comme celui de la rue du Bac à Paris (1830) ou le sanctuaire de La Salette (1846) qui apparaissent à la suite d'une série de mariophanies au XIXe siècle. Ces événements entraînent un renouveau local du culte marial.

## Le contexte

### Contexte politique
Ces événements surviennent 12 ans après l'apparition mariale de La Salette (Isère) qui a fortement agité le paysage politique et religieux français, par des publications « pro et anti-apparition » très nombreuses dans la presse, et virulentes. L'apparition de la Salette a été officiellement reconnue en 1851 par l'évêque de Grenoble Philibert de Bruillard puis en 1855, par son successeur Jacques Ginoulhiac.

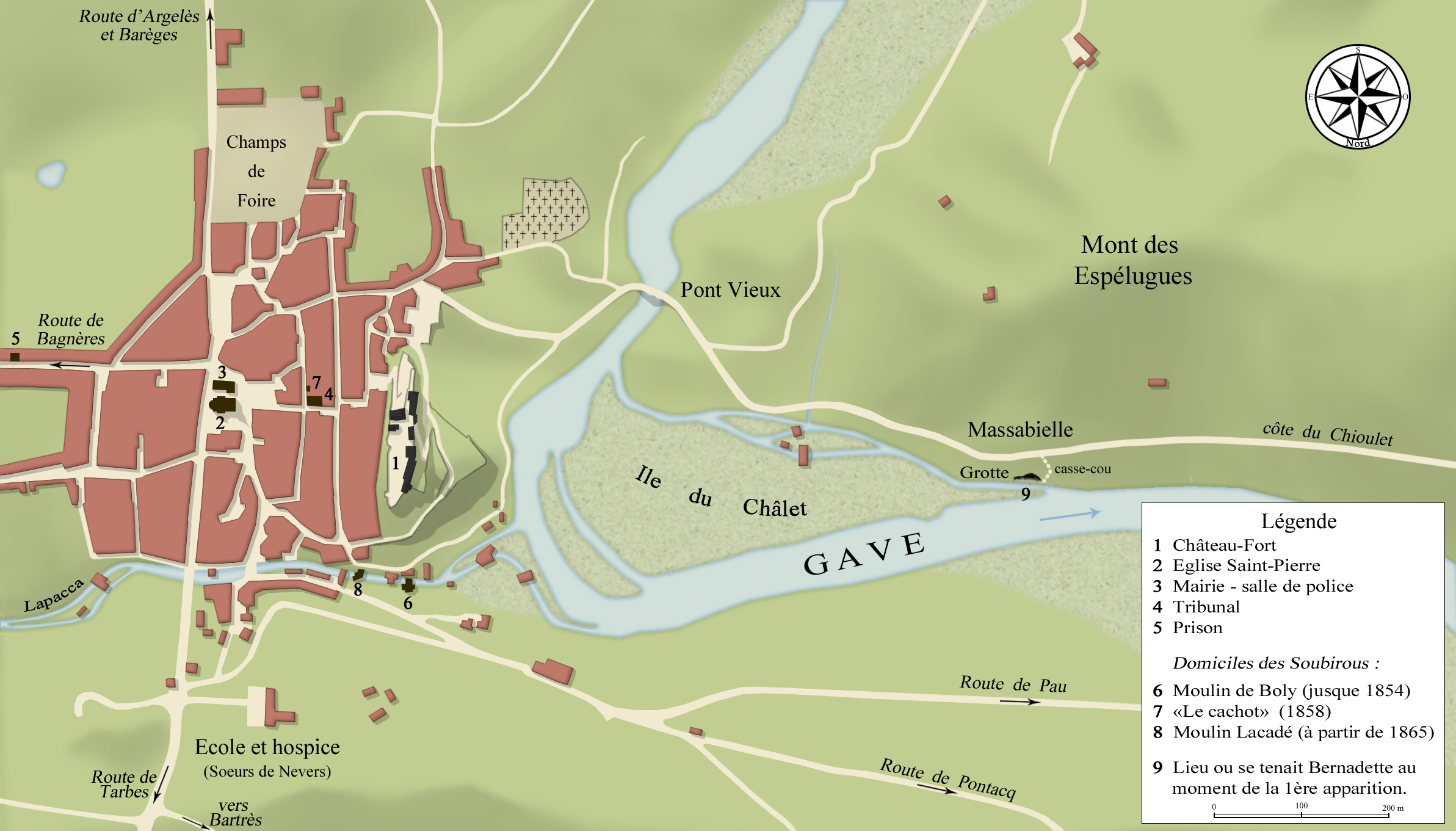
Lourdes en 1858.

Les événements de Lourdes sont largement documentés, tant par les archives ecclésiastiques et civiles (qui ont mené des enquêtes), que par des témoignages, et écrits divers (dont ceux de la voyante), mais également par les publications de la presse dans les journaux contemporains : le cas de Lourdes « constituant sans doute la première apparition médiatique dans la dimension moderne du terme ». Plusieurs études historico-critiques des sources ont également été publiées.
La virulence et la rapidité des attaques anticléricales vis-à-vis des événements de Lourdes s'expliquent par la bascule des attaques déjà existantes contre les apparitions de La Salette sur celles de Lourdes, les critiques s'attachant encore plus à la personnalité de Bernadette Soubirous qu'ils ne l'avaient fait pour Mélanie Calvat et Maximin Giraud (les voyants de La Salette), mais aussi à l'analyse critique des « miracles de Lourdes », qui y étaient plus nombreux qu'à La Salette. A noter que Lourdes était aussi beaucoup plus fréquentée que La Salette, dès la première année, car plus facile d'accès. Il était également plus facile de se loger en ville, que dans un sanctuaire perdu en pleine montagne.

### Le contexte religieux

#### Dans les Pyrénées

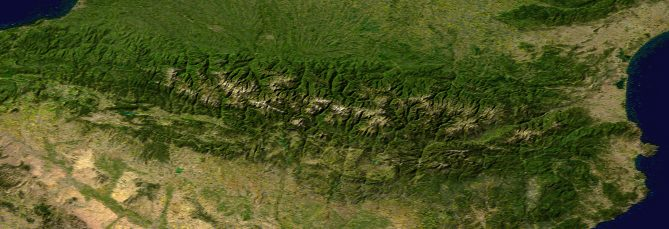
Vue des Pyrénées

Les Pyrénées sont traversées depuis le Moyen Âge par d'importants chemins de pèlerinage. Aussi, depuis cinq siècles, le culte marial y revient-il de façon sporadique. Les miracles de la Vierge Marie font bon ménage dans l'imaginaire local avec des traditions plus anciennes, mais qui restent très vivaces : grottes à maléfices, sorcières, diables, fées de sources curatives ou miraculeuses.
D'après Ruth Harris, la croyance dans les interventions surnaturelles est forte à Lourdes — même dans les classes aisées — et revendiquée. Si Bernadette Soubirous a reçu, comme tous les enfants de Lourdes, une éducation religieuse traditionnelle, elle a certainement (pour Ruth Harris) été bercée de tous les récits merveilleux de sa région et, dans son expérience visionnaire, les Lourdais reconnaîtront sans peine leurs vieilles traditions.
Au XVIIIe siècle, le clergé n'a que mépris pour les traditions de piété régionales, souvent qualifiées de « superstitions ». Après la Révolution française, apparaît une génération de prêtres d'origines plus modestes, à la sensibilité plus proche de celle de leurs ouailles. Bertrand-Sévère Laurence est de ceux-là ; d'extraction paysanne, il favorise les sanctuaires chers au cœur des Pyrénéens (comme il l'a fait à Garaison). Sous le Second Empire, le catholicisme accepte donc d'intégrer les formes de dévotion régionales en même temps qu'il redevient institutionnel. Et Bertrand-Sévère Laurence tire profit de cette double évolution : il peut continuer à jouer la carte d'un catholicisme populaire, tout en recevant l'appui de la bourgeoisie bonapartiste de Tarbes.
En effet, ce qui distingue les visions de Bernadette Soubirous des autres apparitions de la Vierge dans la région, c'est l'allusion au dogme promulgué par le pape quatre ans plus tôt. Les mots « Immaculée Conception », renvoyés en écho d'une grotte du fond des Pyrénées, symbolisent le lien entre le saint-père et ses fidèles. La Vierge de la petite Bernadette va donner force à l'expansion internationale du catholicisme, et les visions de la jeune fille vont puissamment contribuer à ancrer le culte de la Vierge dans le catholicisme moderne.
Pour Ruth Harris, une raison du phénoménal succès de Lourdes serait peut-être la fusion réussie du merveilleux pyrénéen traditionnel et d'une spiritualité catholique en plein renouveau.

#### Autres apparitions locales
Depuis cinq siècles, la Vierge est apparue très souvent dans les Pyrénées. Son pouvoir est lié à la grotte et à la source, et ses miracles donnent naissance à des sanctuaires que le clergé ne voit pas toujours d'un très bon œil.
Les deux lieux de pèlerinage les plus proches de Lourdes sont Bétharram et Garaison.
En 1515, à Bétharram, la Vierge sauve une jeune fille de la noyade en lui tendant un rameau. Depuis, les miracles y sont nombreux. Bernadette Soubirous s'est rendue là, plusieurs fois. C'est là qu'elle aurait acheté son chapelet.
Vers 1520, à Garaison, Anglèze de Sagasan, bergère de douze ans, affirme avoir entendu la Vierge lui demander la construction d'une chapelle près de la source. La chapelle est construite et Garaison reste un lieu de dévotion et de tourisme religieux jusqu'à la Révolution. En 1797, bâtiments et terres sont vendus comme biens nationaux. Quarante-trois ans plus tard, Bertrand-Sévère Laurence, vicaire général du diocèse de Tarbes (et plus tard, évêque de Tarbes, dans le ressort de qui se produiront les apparitions de Lourdes), s'emploie à racheter les biens aliénés.
En 1905, l'écrivain et politicien anticlérical Jean de Bonnefon souligna certaines ressemblances entre les origines des sanctuaires de Garaison et de Lourdes : à Garaison, dans une année d'une grande stérilité, la Vierge, habillée de blanc, apparaît à une bergère pauvre, âgée de dix ou douze ans, près d'une source ombragée par une aubépine, et elle demande une chapelle ; les autorités ne croient la messagère qu'après deux autres apparitions et un miracle ; la population se rend alors en procession sur les lieux de l'apparition ; on construit la chapelle demandée et on y conduit l'eau de la source ; les miracles et les guérisons soudaines se multiplient et la voyante entre dans un monastère, les consuls de Monléon lui ayant assuré une pension viagère provenant des offrandes déposées à la chapelle. Bonnefon voyait dans ces éléments du récit sur Garaison une similitude avec le récit sur Lourdes qui, selon lui, prouvait que « l'abbé Peyramale et ses complices (...) ont profité des expériences faites trois siècles plus tôt dans les Pyrénées, au village de Garaison ». En 1994, le docteur Théodore Mangiapan, ancien président du Bureau médical de Lourdes, signale que les missionnaires de Garaison firent au moins une mission à Lourdes dans les années précédant les visions de Bernadette Soubirous ; on a gardé de la documentation sur une telle mission prêchée (en patois) en 1846 ; au cours de cette mission, quatre parentes de Bernadette, parmi lesquelles sa mère, furent inscrites sur un registre pour être consacrées à Notre-Dame de Garaison. Th. Mangiapan ajoute que d'autres éléments, rassemblés par le Père X. Recroix, confirment que l'origine du sanctuaire de Garaison était bien connue à Lourdes à l'époque des visions de Bernadette Soubirous.
Il est à noter une autre apparition « locale », complètement oubliée : en 1848, dans le petit village de Nouilhan, à 30 km de Lourdes, se déroule une série d'apparitions de la Vierge à onze voyants (au total). Ces apparitions, dans une ancienne église détruite lors de la Révolution française, et en ruine lors des apparitions, amène la population locale à restaurer cette église (l'église est rebâtie en 1856) et y ramener la statue de la Vierge que l'on y vénérait jadis. Ces apparitions, qui n'ont pas donné lieu à une enquête canonique, ont réactivé un culte local, tombé ensuite dans l'ombre de celles de Lourdes, et dans l'oubli aujourd'hui. Et Yves Chiron de s'interroger : « pourquoi les apparitions de Lourdes, 10 ans plus tard ont eu un retentissement plus considérables (que celles-ci) ? », ou « pourquoi la Vierge est-elle apparue à si peu d'années d'intervalles dans des lieux aussi proches ? ». Sur ce point, l'auteur avance une hypothèse : « la finalité des apparitions est très différentes et il n'y a pas de répétition : à Nouilhan il s'agissait de faire revivre un sanctuaire, à Lourdes il s'agissait de créer un sanctuaire, et de délivrer un message de conversion et de pénitence ».

#### Au niveau mondial
Quatre ans avant Lourdes, en 1854, le pape Pie IX proclame le dogme de l'Immaculée Conception dans la bulle Ineffabilis Deus, « une avancée décisive dans l'ordre dogmatique, nourrie de plus de 15 siècles de tradition de culte et de piété, et qui marque un apogée dans la ferveur mariale du XIXe siècle catholique » écrivent Bouflet et Boutry. Pour ces auteurs, les événements de Lourdes s'inscrivent « dans une double affiliation attestataire de gestion  dans la lignée du fait de La Salette et dogmatique dans la confirmation du dogme de l'Immaculée Conception ».
Mgr Laurence, l'évêque de Tarbes qui allait reconnaître les apparitions de Lourdes, avait été un des évêques français qui avaient envoyé au pape Grégoire XVI, prédécesseur de Pie IX, une supplique demandant la promulgation du dogme de l'Immaculée Conception. Une fois le dogme promulgué, la fête de l'Immaculée Conception, à Lourdes comme partout dans le monde catholique, était célébrée chaque 8 décembre.
À Lourdes, la Congrégation des Filles de Marie (ou des Enfants de Marie Immaculée) était placée, au début de l'époque des apparitions, sous l'invocation de l'Immaculée Conception. Antoinette Peyret, qui fut mêlée de près à une des premières apparitions de Lourdes, était membre de cette Congrégation.

### Bernadette Soubirous

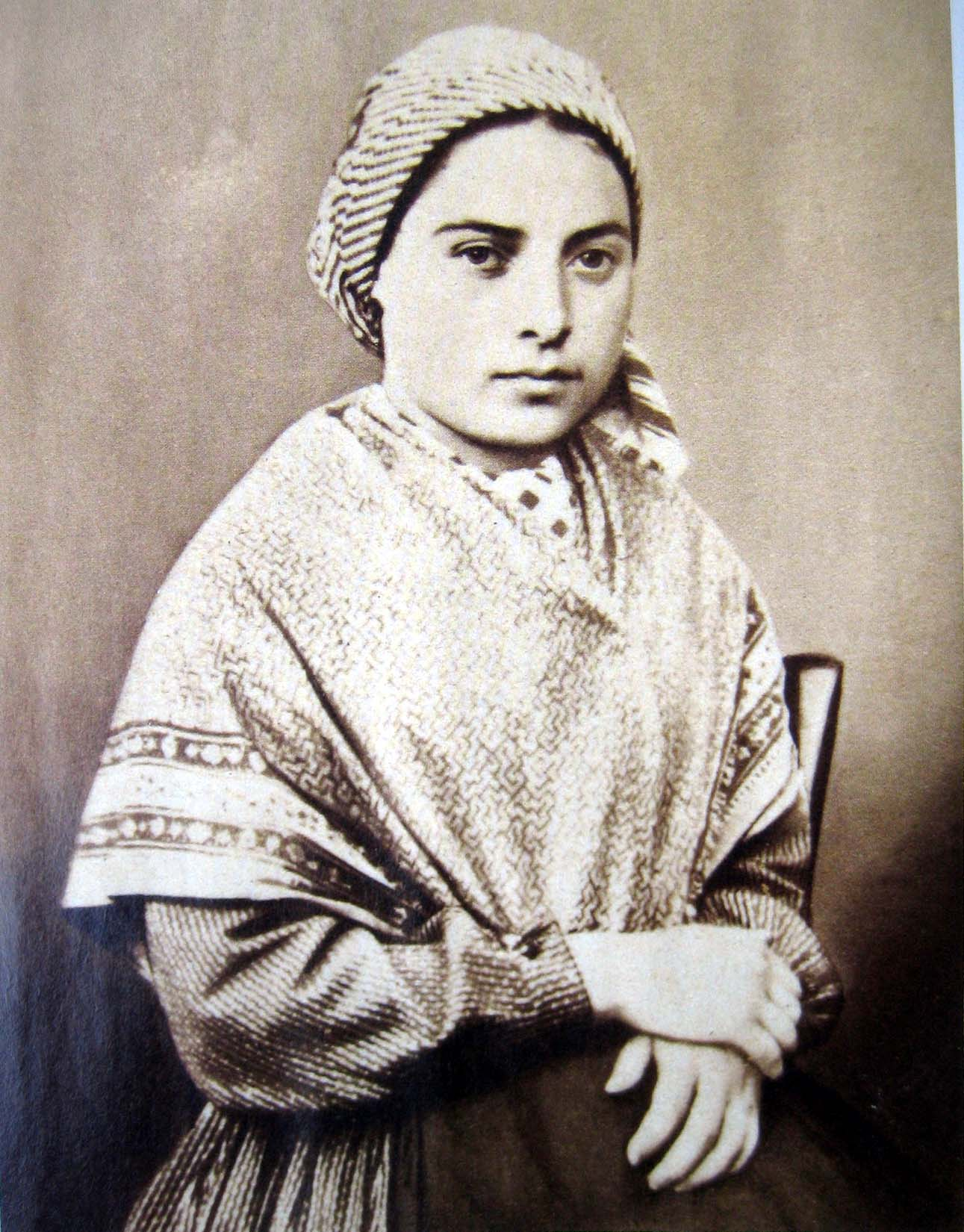
Bernadette Soubirous.

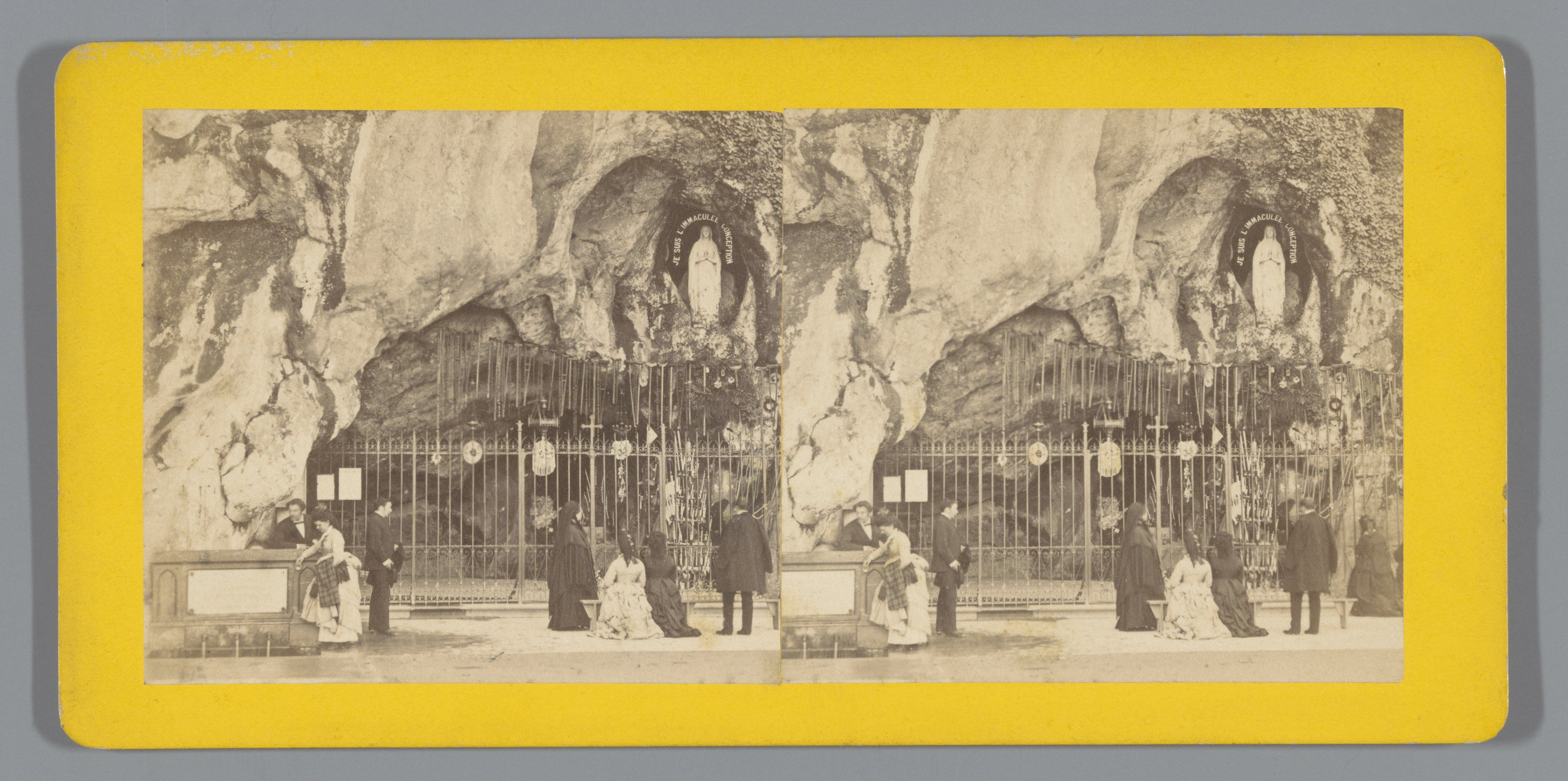
Grotte de Massabielle à Lourdes (1860)

En février 1858, la jeune Bernadette Soubirous est âgée de quatorze ans. Son père, François Soubirous, meunier ruiné, a été inculpé en 1857 pour vol de deux sacs de farine. Le motif pour lequel le plaignant (son ancien patron) le soupçonnait était « l'état de sa misère »,. Libéré provisoirement après huit jours de détention préventive, il a bénéficié finalement d'une ordonnance de non-lieu faute de preuves,. 
La famille de Bernadette, l'une des plus pauvres de la ville, habite dans « le cachot », un logement composé d'une unique pièce, au rez-de-chaussée d'un bâtiment qui a été une prison. La pièce est petite, « sombre et insalubre ». Le père doit chercher du travail au jour le jour. La mère, Louise Castérot, travaille à l'extérieur : ménage, lavage, extras dans un café, travaux des champs. 
La jeune voyante, de santé fragile, ne sait toujours pas lire ni écrire à l'âge de 14 ans, l'enseignement n'étant pas obligatoire. Bernadette va à l'école chez les sœurs de l'hospice, où elle est dans la classe gratuite, mais sa fréquentation est très irrégulière, car elle doit travailler pour contribuer aux revenus de la famille. C'est à l'hospice que se donne le cours de catéchisme, où Bernadette et sa répétitrice (plus jeune qu'elle) parlent en patois.

## Les apparitions

### Les trois premières apparitions

#### Jeudi11 février 1858à Lourdes

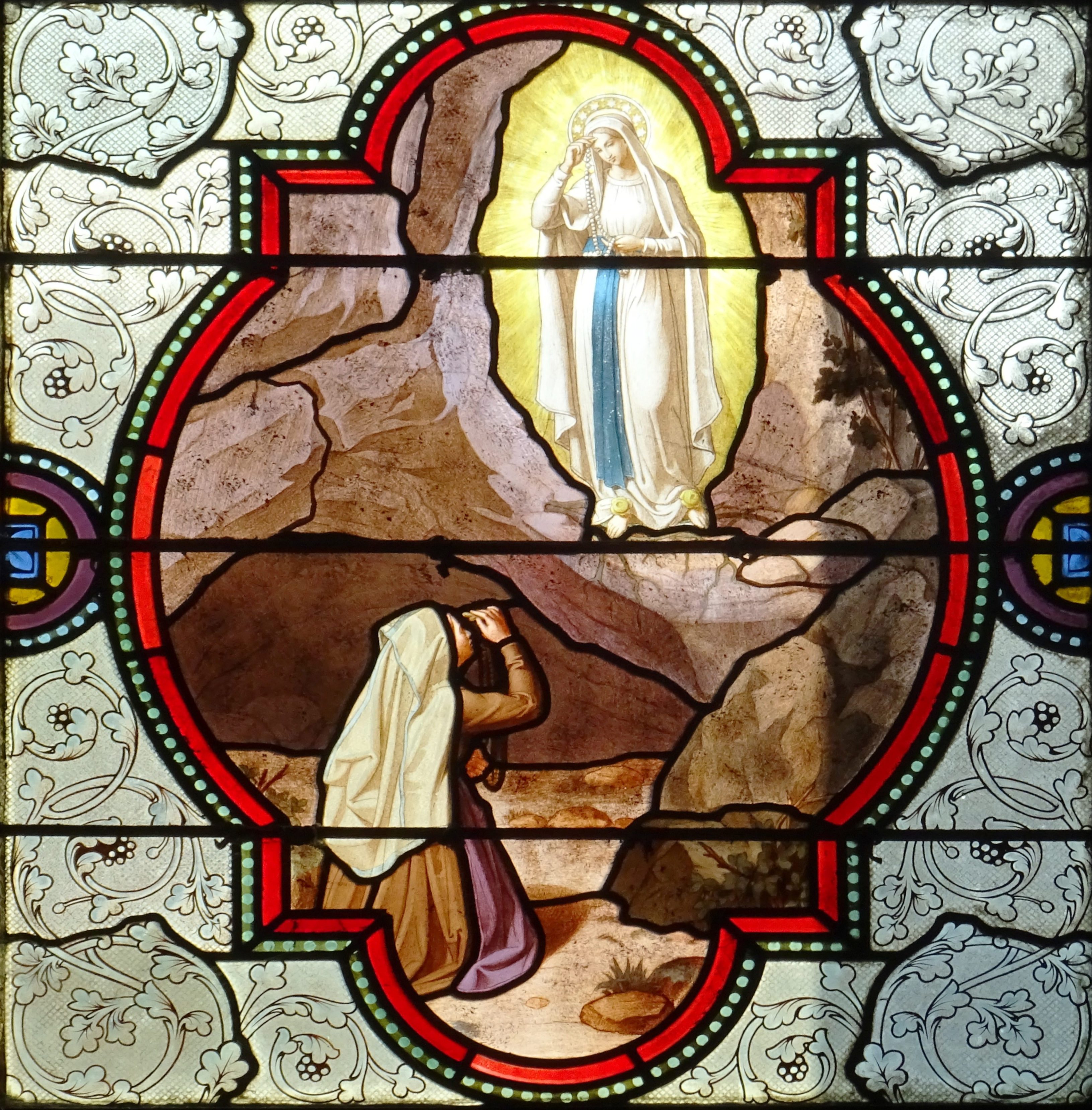
Vitrail de la basilique de l'Immaculée-Conception - de la Vierge : elle fait le signe de croix et Bernadette fait de même.

La jeune Bernadette Soubirous âgée de quatorze ans, sa sœur cadette Marie Antoinette, dite Toinette, onze ans et son amie Jeanne Abadie, se rendent sur la rive gauche du Gave de Pau pour ramasser des os et du bois mort. Pour ce faire, les trois filles doivent traverser à pied le canal du Moulin ; l'eau est glaciale. Marie et Jeanne s'y engagent courageusement, mais Bernadette, de santé précaire, craignant de tomber malade, hésite. « Fais comme nous ! » l'encouragent les deux filles qui sont passées sur l'autre rive. Bernadette Soubirous est alors surprise par un bruit qu'elle décrira comme celui d'un coup de vent (« coumo u cop de bén »),. Elle tourne la tête vers la grotte de Massabielle et y aperçoit une « lumière douce ». Dans cette lumière, apparaît une très belle enfant, de petite taille, vêtue de blanc, souriante, qui fait le signe de la croix ; Bernadette fait de même. La demoiselle porte une ceinture bleue et, sur chaque pied, une rose jaune. Bernadette récite son chapelet. La vision lui fait signe d'approcher mais Bernadette n'ose pas. La vision disparaît, sans qu'aucune parole ait été prononcée. La jeune fille raconte son aventure à ses deux compagnes, leur faisant promettre de garder le silence. Cependant "Toinette", qui n'a que onze ans, rapporte tout à leur mère. Les deux sœurs reçoivent une volée de coups de bâton.

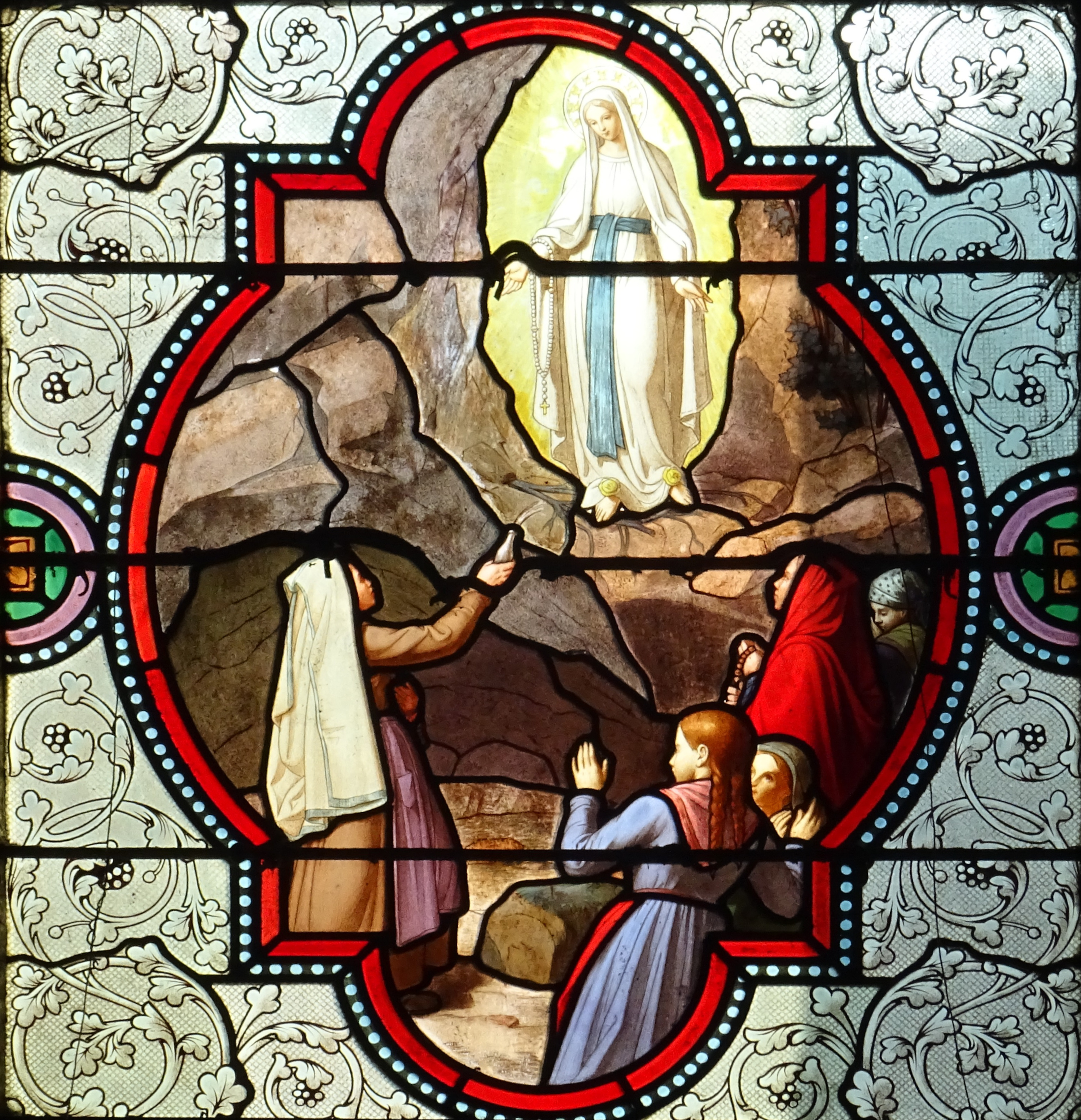
Vitrail de la basilique de l'Immaculée-Conception - 2e apparition de la Vierge à Bernadette qui lui lance de l'eau bénite.

#### Dimanche14 février 1858
Ses parents Soubirous interdisent à Bernadette de retourner à Massabielle. Elle insiste, ils cèdent. Bernadette revient à la grotte en compagnie d'une douzaine d'amies de son âge. Sur place, elle récite le chapelet et voit apparaître la jeune fille en blanc. Comme la fois précédente, elle est seule à la voir. Pour s'assurer qu'il ne s'agit pas d'une créature du diable, elle lui lance de l'eau bénite. Aqueró sourit, incline la tête,.
Bernadette Soubirous a une extase et ses camarades appellent à l'aide le meunier Nicolas. Celui-ci essaie de porter Bernadette, toujours dans le même état, jusqu'à son moulin proche, mais il n'y parvient qu'à grand peine. La jeune fille sort alors de son extase.

#### Lundi15 février 1858
Le lendemain, les camarades de Bernadette Soubirous n'ont pas tenu leur langue ; toute l'école est informée. La supérieure, mère Ursule, vient inspecter la classe où se trouve Bernadette et lui dit : « Tu as fini tes carnavalades ? ». Vers midi, Bernadette est attendue à la sortie de l'école par sœur Anastasie, qui voudrait savoir qui est celle dont tout le monde parle et a demandé à Madame Pailhasson de la lui indiquer. Celle-ci donne une gifle à Bernadette Soubirous tout en disant à sœur Anasthasie : « Tenez, la voilà, la drôle ! ». La sœur attrape Bernadette par le bras et la secoue en lui disant : « Drôle ! drôle ! Si tu retournes encore à la grotte tu seras enfermée. » L'après-midi, lorsque Bernadette Soubirous retourne à l'école pour les travaux de couture, ses récits commencent à inspirer quelques moqueries : « la va-nu-pied » à propos de l'objet de sa vision, tandis que la grotte se trouvant à proximité du lieu où était habituellement parqué le troupeau communal de porcs est appelée « la tute-aux-cochons ».

#### Mardi16 février 1858

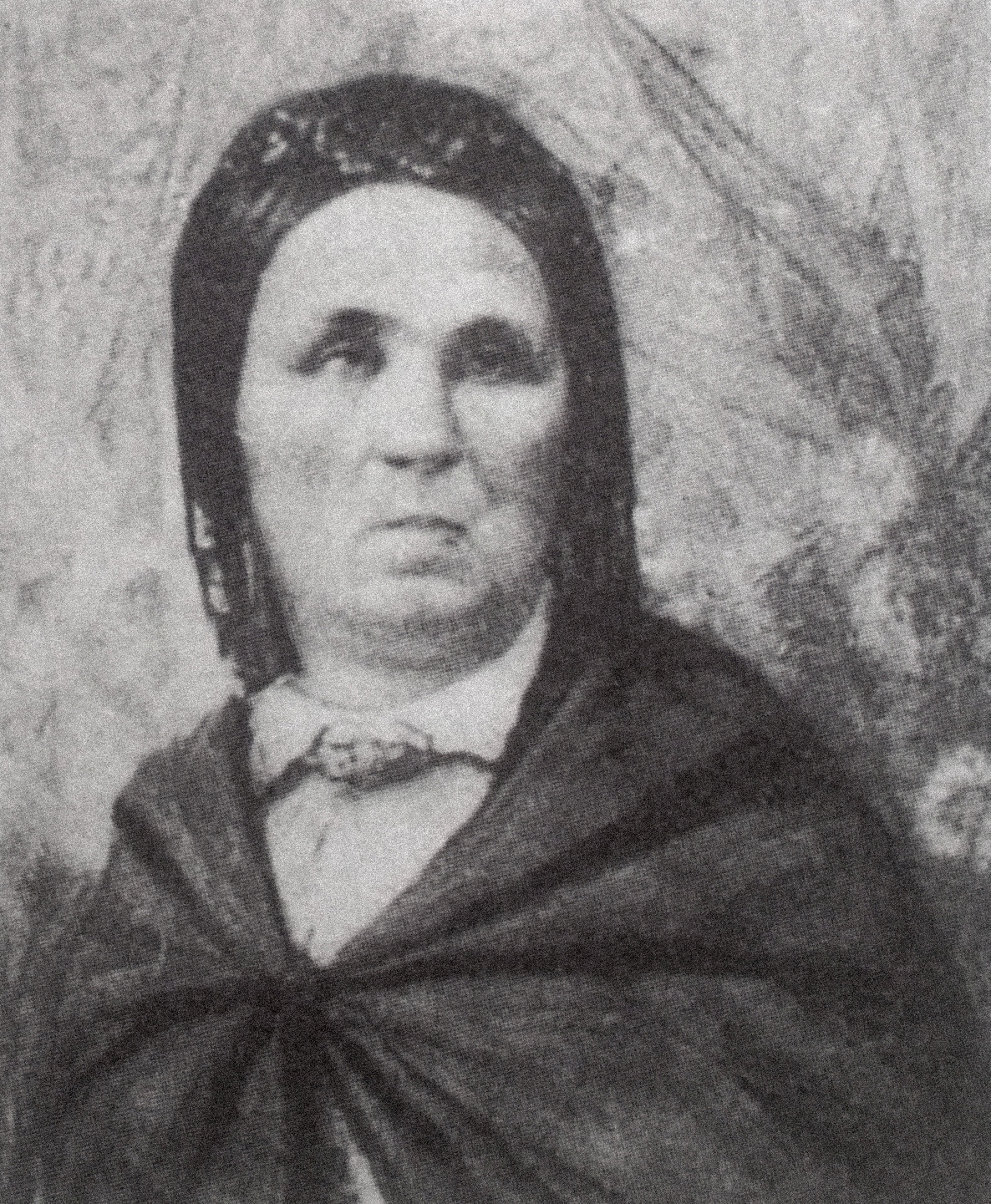
Madame Milhet.

À midi, une domestique vient trouver Bernadette Soubirous à la sortie de l'école pour lui dire que Madame Milhet veut lui parler. Excentrique et déterminée, Madame Milhet est une ancienne domestique qui avait épousé son maître. Devenue riche, elle est une des employeuses de la mère de Bernadette, mais Bernadette refuse.
Madame Milhet renvoie sa domestique le soir pour dire à Bernadette Soubirous : « Ta mère te prie de passer chez Madame Milhet » ; elle est intriguée par le récit de la jeune voyante et a décidé, avec son amie Antoinette Peyret, la fille de l'huissier, de tirer cela au clair. Elle convainc Bernadette Soubirous de les amener à la grotte. Antoinette Peyret et Madame Milhet ont fait des hypothèses. Selon leurs conjectures, la grotte pourrait être la porte du purgatoire tandis que celle qui apparaît à Bernadette pourrait être Élisa Latapie, la présidente des Enfants de Marie, morte l'année précédente, et dont la personnalité avait fortement marqué les esprits des paroissiens de Lourdes.

#### Jeudi18 février 1858

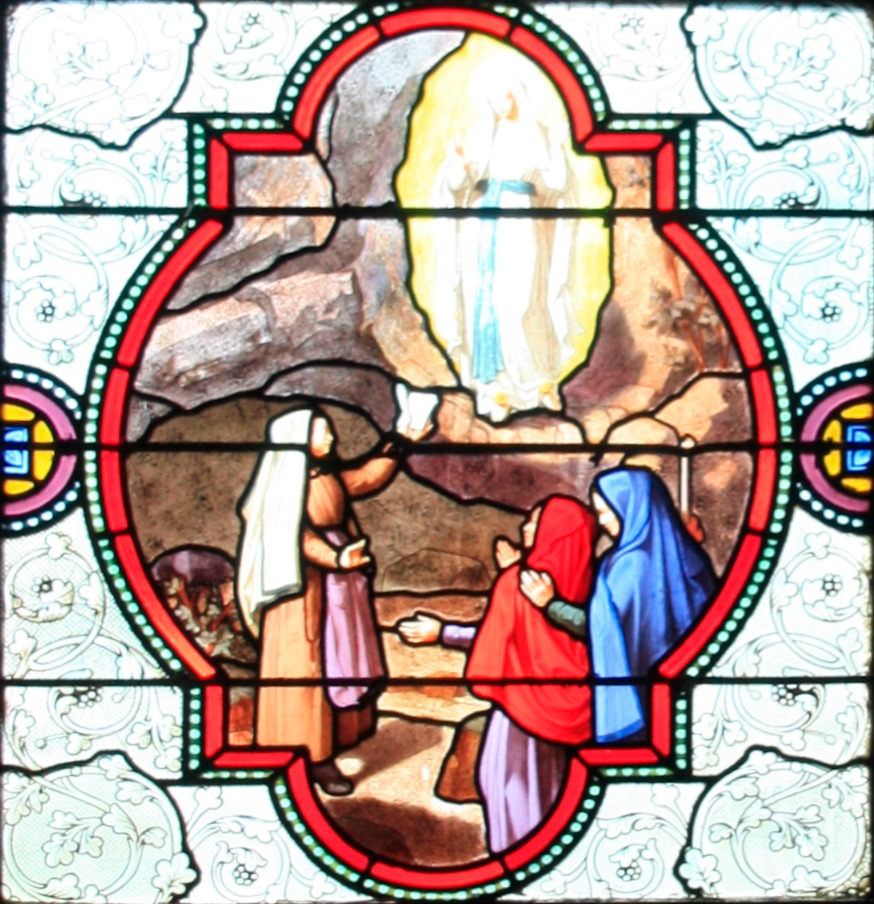
Bernadette demande à Aquero d'écrire son nom sur une feuille.

Madame Milhet, Antoinette Peyret et Bernadette Soubirous partent toutes trois avant l'aube pour échapper aux curieux. Elles ont apporté un cierge, car il fait encore nuit, tandis que Madame Peyret a pris le nécessaire de l'huissier : papier, encre et plume. À l'approche de la grotte, Bernadette Soubirous accélère le pas tandis que ces dames en robe à crinoline ont quelques difficultés à descendre le « casse-cou », ce chemin glissant et raviné qui est le seul accès à la grotte si l'on veut y arriver à pied sec. L'apparition commence. Bernadette Soubirous dit le chapelet, après quoi, Antoinette Peyret confie plume et papier à Bernadette qui, sur l'instance de Madame Milhet, demande à Aqueró : « Boulet aoue era bouentat de mettre voste noum per exriout ? » (« Voulez-vous avoir la bonté de mettre votre nom par écrit ? » Aqueró rit, et parle pour la première fois : « N'ey pas necessari » (« Ce n'est pas nécessaire.) » De même que Bernadette Soubirous est seule à voir Aqueró, elle est seule à l'entendre. Aqueró demande : « Boulet aoue la gracia de bié aci penden quinze dias ». (« Voulez-vous avoir la grâce de venir ici pendant quinze jours ? ») Bernadette le promet, et l'apparition lui répond par une autre promesse : « Nous proumeti pas deb hé urousa en este mounde, mès en aoute. » (« Je ne vous promets pas de vous rendre heureuse en ce monde, mais en l'autre ». Bernadette Soubirous se déclarera touchée par le recours au vouvoiement et les paroles prévenantes de l'objet de sa vision : « Qu'em parlo en patouès et quem dits bous », (« Elle me parle patois et me dit vous. »)
Trente-quatre ans plus tard, en 1892, Émile Zola passa dans la ville dont le nom serait le titre d'un roman qu'il préparait : Lourdes. Le peintre Capdevielle, neveu de Madame Milhet (alors décédée), lui raconta qu'une tante à lui (dont Zola n'a pas noté le nom), mêlée aux premières apparitions, demanda à Bernadette Soubirous si la dame qui lui apparaissait n'avait pas une ceinture, si cette ceinture n'était pas bleue, si la dame n'avait pas un voile, et c'est sur ces interrogations directes « que Bernadette aurait arrêté le type de Vierge dont elle ne s'est plus départie ensuite. » Cette tante de Capdevielle (« à moitié folle »), après avoir accompagné Bernadette Soubirous une fois à la Grotte, la considéra comme une « sorcière » et, de toute sa vie, n'alla plus une seule fois à la Grotte. Zola, rapportant ces propos de Capdevielle dans son journal, craignait que tout cela ne fût « bien en l'air » et René Laurentin note que le récit de Capdevielle, tel que rapporté par Zola, comporte plusieurs détails qui ne correspondent pas à Madame Milhet, notamment l'adresse de la tante en question et son année de décès : 1890, alors que Madame Milhet était morte en 1892 (l'année du voyage de Zola à Lourdes). Laurentin considère donc que cet épisode est « plus que douteux ».
Bien qu'elle ne soit morte qu'en 1892, il n'y a pas trace que Madame Milhet ait été interrogée par la commission épiscopale ni par les historiens des apparitions. René Laurentin propose à ce sujet deux explications conjecturales. Tout d'abord, il envisage que les enquêteurs n'aient pas voulu braver une certaine réprobation dont Madame Milhet était victime de la part de la bonne société lourdaise, qui reprochait à cette ancienne domestique d'avoir été de mœurs légères dans sa jeunesse et peut-être surtout d'avoir fait intrusion dans la bourgeoisie en épousant son patron. La seconde explication envisagée par Laurentin est que Madame Milhet elle-même, vexée d'être tenue à l'écart, serait restée sur son quant-à-soi.

### La quinzaine des apparitions

#### Vendredi 19 février: Madame Milhet
À la suite de l'apparition du 18 février, Madame Milhet vient trouver Louise Soubirous et lui dit : « Je me charge de votre fille. Je la prends chez moi. » C'est donc de la maison de Madame Milhet que le vendredi 19 février 1858 vers six heures du matin, Bernadette Soubirous part pour ce qui sera la quatrième apparition. Cependant, la tante Bernarde, marraine de Bernadette Soubirous, n'entend pas laisser Madame Milhet exercer seule son patronage sur sa filleule. Quelques membres de la famille de Bernadette Soubirous se joignent donc à l'équipée que Madame Milhet aurait voulu pouvoir garder secrète ou au moins discrète. Bernadette vient ainsi à la grotte, accompagnée de sa mère, de sa marraine, de Madame Milhet et de quatre ou cinq autres femmes. 
Aqueró lui apparaît brièvement et silencieusement. Bernadette Soubirous, lorsqu'on l'interroge, ne parle toujours que d’Aqueró, d’« uo pétito damizélo » (« une petite demoiselle »), d'une « fille blanche », d'une « petite fille ». Au bourg, les suppositions vont bon train. S'agit-il de la très pieuse Élisa Latapie ou de la Sainte Vierge ? L'idée qu'il pourrait s'agir de la Vierge fait son chemin.

#### Samedi20 février 1858: le silence asourdisant
Aux curieux qui accompagnent Bernadette Soubirous à Massabielle, se mêlent cette fois des Enfants de Marie Immaculée. Une trentaine de personnes sont présentes lors de cette apparition. Elle est brève et silencieuse comme la veille.

#### Dimanche 21 février: interrogatoire par le commissaire Jacomet

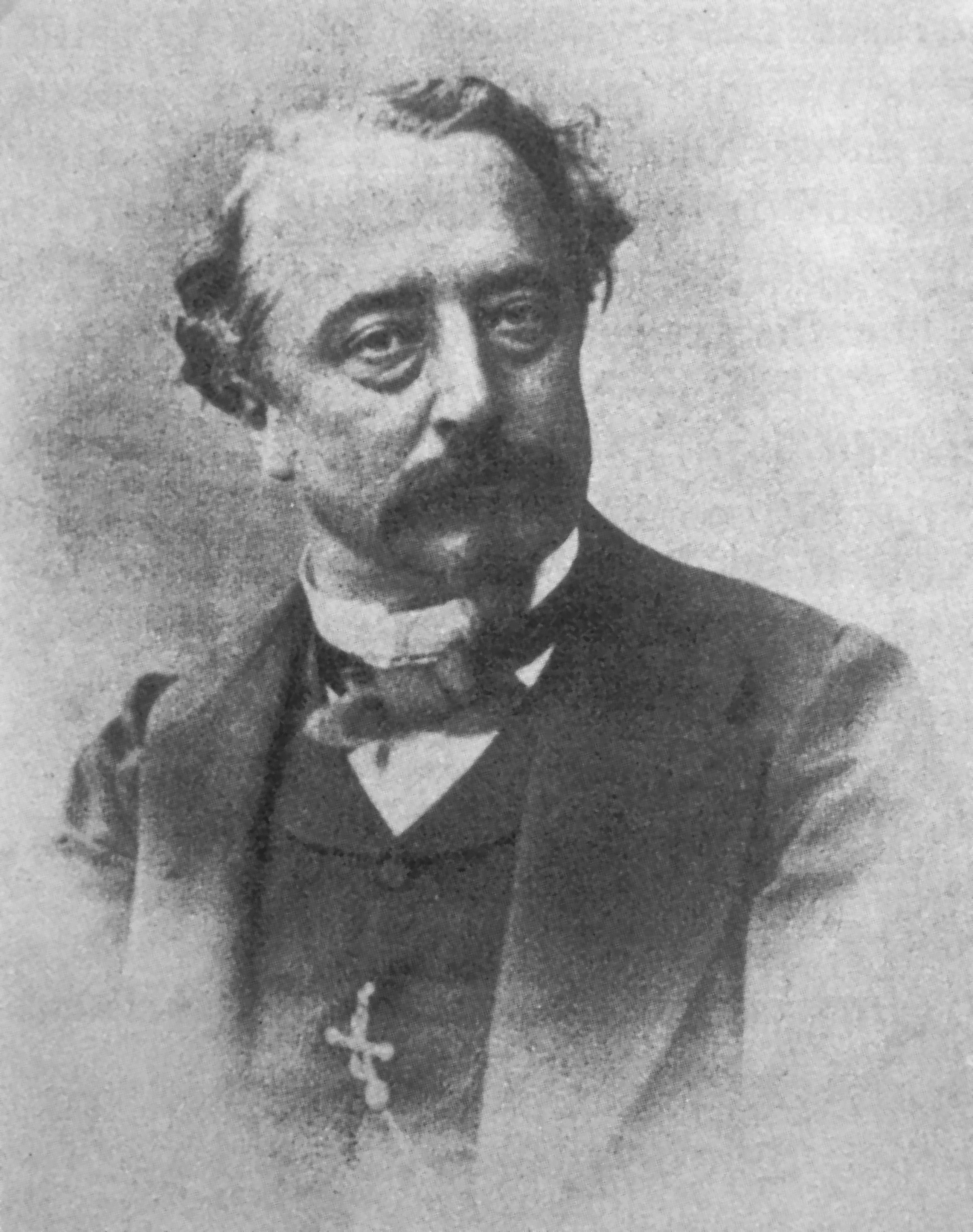
Dominique Jacomet, commissaire de police.

Pour déjouer les curieux, Bernadette Soubirous vient encore plus tôt que la veille. Mais une centaine de personnes sont déjà là. Elles assistent à son extase silencieuse. Les Lourdais sont convaincus désormais que c'est bien la Vierge qui apparaît à la voyante. Ce même jour, le Lavedan se fait écho des apparitions. L'affaire ayant dès lors à Lourdes un caractère public tel qu'elle ne pouvait plus être ignorée des autorités, le commissaire de police Dominique Jacomet convoque l'adolescente pour un interrogatoire.
Interrogeant Bernadette Soubirous sur la base des rumeurs qui circulaient, le commissaire Jacomet la presse de dire qu'elle a vu la sainte Vierge. La jeune fille s'y refuse : elle dit ignorer de qui il s'agit, elle a vu Aqueró, qui a la forme d'une petite fille. Les soupçons du commissaire portent ensuite sur les femmes qui pourraient avoir influencé Bernadette Soubirous pour accréditer les apparitions comme d'autres avaient discrédité son ami l'abbé Clouchet l'année précédente. C'est d'abord le rôle de Mme Milhet qui intéresse Jacomet, mais celle-ci est en quelque sorte revenue « bredouille » des apparitions, n'ayant pas la moindre révélation ou information un peu précise sur la nature des apparitions, bien qu'elle eût disposé sur place de papier et d'encre afin de les consigner si elles avaient été données ou inventées. Jacomet interroge ensuite Bernadette Soubirous sur les autres femmes de son entourage. Les réponses de la jeune fille indiquent que sa mère, ses tantes et les sœurs de la Charité considéraient à ce moment qu'elle avait rêvé, qu'il s'agissait d'une illusion. Elles demandaient à Bernadette de ne pas retourner à la grotte, sachant que tout cela attirait beaucoup d'ennuis, mais la voyante est persuadée d'avoir vu et entendu, et maintient son témoignage. Le commissaire accuse ensuite Bernadette Soubirous de mentir. Il tente de la piéger en lui lisant ses déclarations dont il modifie les détails. Celle-ci s'énerve autant que le commissaire : 
« Non, Monsieur […] Vous m'avez tout changé.

- Si ! tu m'as dit cela.

- Non, monsieur !

- Si !

- Non ! »
L'interrogatoire s'éternise et le ton monte. Jacomet insulte Bernadette Soubirous : « Tu fais courir tout le monde, tu veux devenir une petite pute… ». « Ivrognasse, couquino, putarotto… », rapporte Pierre Callet, le garde champêtre, qui se tient derrière la porte tandis que le commissaire menace Bernadette de prison. 
Pendant ce temps, une petite manifestation s'est formée devant la salle de police. Le commissaire, comme la foule, savent que cet interrogatoire ne respecte pas la forme légale dans la mesure où, pour une mineure, il ne peut avoir lieu sans la présence du père. Celui-ci ayant été alerté, se rend au commissariat. Jacomet, qui l'avait arrêté l'année précédente à cause du vol de farine au moulin Dozou, dont il était faussement accusé, le fait entrer. Il lui affirme que Bernadette Soubirous lui a avoué que ses parents l'obligeaient à aller à la grotte et à raconter ces histoires, ce contre quoi proteste immédiatement. Ayant vainement tenté de faire promettre à Bernadette qu'elle n'irait plus à la grotte, il obtient de son père qu'il interdise à sa fille de s'y rendre. François Soubirous déclare qu'il ne demande pas mieux étant fatigué de cette affaire.

#### Lundi 22 février: une curiosité grandissante

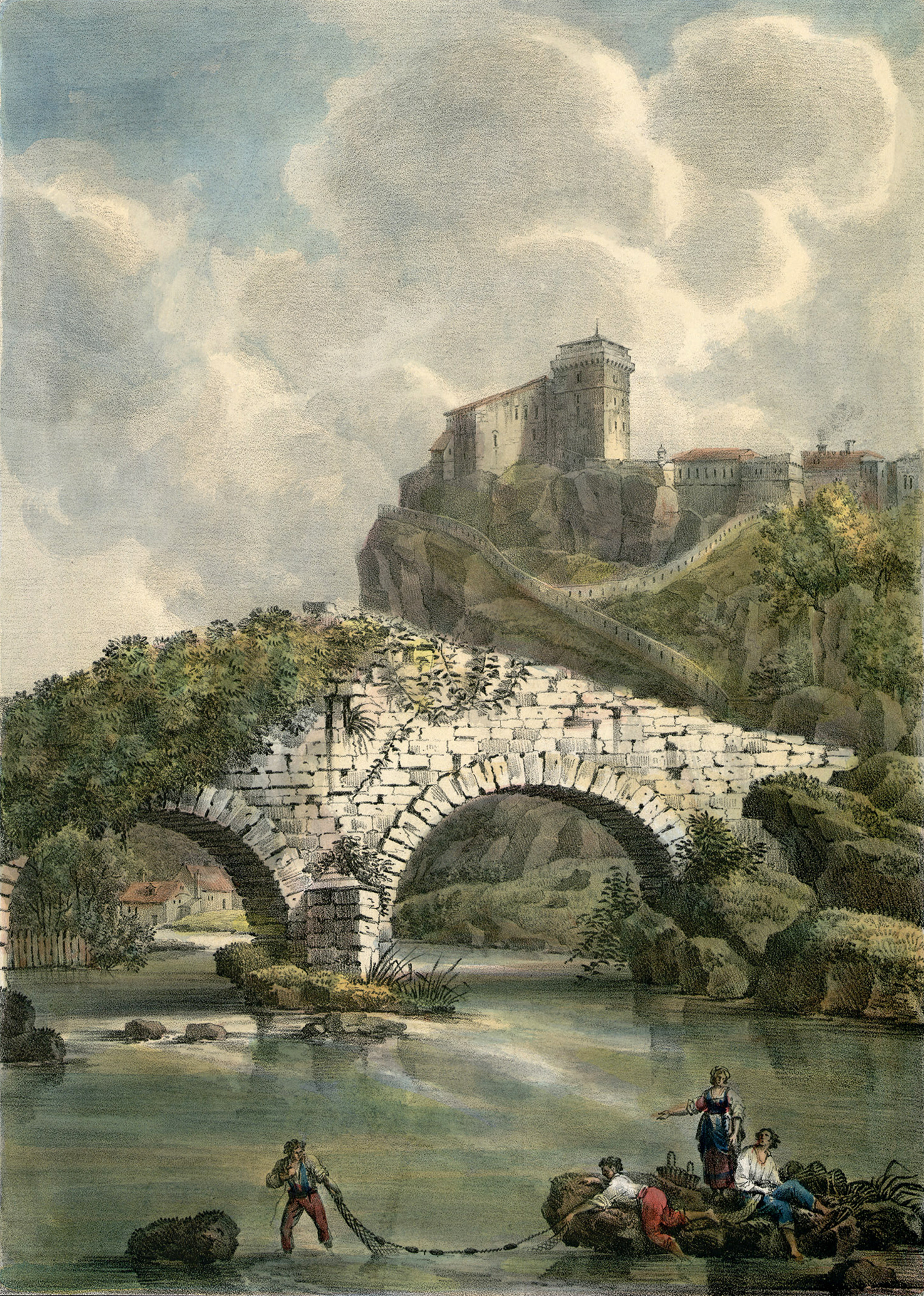
Le Pont Vieux au début du XIXe siècle. C'est en 1858, l'unique passage sur le Gave de Pau pour aller de Lourdes à la grotte de Massabielle.

Le lendemain, Bernadette Soubirous a d'abord résolu de ne pas aller à la grotte. Mais l'après-midi, alors qu'elle est sur le chemin de l'école des sœurs, elle dévie sa route pour aller vers Massabielle. Deux gendarmes la voient, alertent le maréchal des logis et la rejoignent à la grotte. La jeune fille dit le chapelet tandis que, l'alerte ayant été donnée, entre cinquante et cent personnes affluent vers Massabielle. Il n'y a cependant pas d'apparition. 
Le soir, Bernadette Soubirous est défaite. On l'invite à loger au moulin de Savy pour se reposer. Elle va voir l'abbé Pomian, l’aumônier de l'Hospice des sœurs de la Charité, pour lui demander des conseils sur son problème : d'une part elle a promis à Aqueró de venir quinze jours, d'autre part elle doit obéir à ses parents qui lui interdisent de retourner à la grotte. L'abbé Pomian lui dit qu'on n'a pas le droit de l'empêcher d'y aller. Ce même soir, François Soubirous qui s'émeut du désarroi de sa fille, retire sa défense.
Le même jour, les membres du conseil municipal ont commencé à délibérer du problème de l'affluence de la foule à la grotte, tout en sachant que rien dans la démarche de Bernadette Soubirous ne tombe sous le coup de la loi. 
Le mardi 23 février 1858 parmi ceux qui se rendent encore un peu plus nombreux à la grotte, se trouvent non plus seulement des femmes et des pauvres mais aussi pour la première fois quelques notables : Jean-Baptiste Estrade, Monsieur Dufo, avocat et conseiller municipal, le médecin Dozous et un intendant militaire à la retraite, membre d'une célèbre famille aristocratique, Monsieur de La Fitte. Un peu avant six heures, environ 150 personnes sont ainsi présentes. Jean-Baptiste Estrade, qui ira faire le récit de l'apparition à l'abbé Peyramale, le curé de Lourdes, a laissé de cette extase un récit « important, bien qu'inexact », dit Ruth Harris. L'apparition dure environ une heure. Jean-Baptiste Estrade s'étonne de la proximité à laquelle Bernadette Soubirous tient sa main de la flamme du cierge.
Dans l'après-midi, beaucoup de monde se presse au « cachot » où logent les Soubirous pour y interroger Bernadette. Elle est ensuite conduite chez Monsieur Dupas, le chapelier, pour y recevoir les remontrances du maître de maison, mais aussi les compliments de Madame et de ses amies qui s’enthousiasment pour ces apparitions. Anna Dupas veut offrir une pomme à Bernadette Soubirous, cadeau qu'elle refuse. Elle rentre au « cachot » où son père l'attend. Dominiquette Cazenave, congréganiste, sacristine et sœur du patron de François Soubirous, avait dit à ce dernier : « Vous m'amènerez votre petite ce soir après le travail. » Dominiquette Cazenave est à la fois attirée et agacée par l'affaire de l'apparition. Elle tente de démasquer Bernadette en l'assaillant de questions. Bernadette y répond en quatre mots puis se tait. Par politesse et crainte de déplaire, François tente de suppléer aux silences de sa fille. Dominiquette les renvoie en se demandant pourquoi tant de monde court après « cette drôle ».

#### Mardi 23 février
Malgré ses réticences, Dominiquette Cazenave  se joint à la foule qui assiste à l'apparition. Elle en deviendra l'une des plus ferventes convaincues.

#### Mercredi 24 février: «Pénitence!»

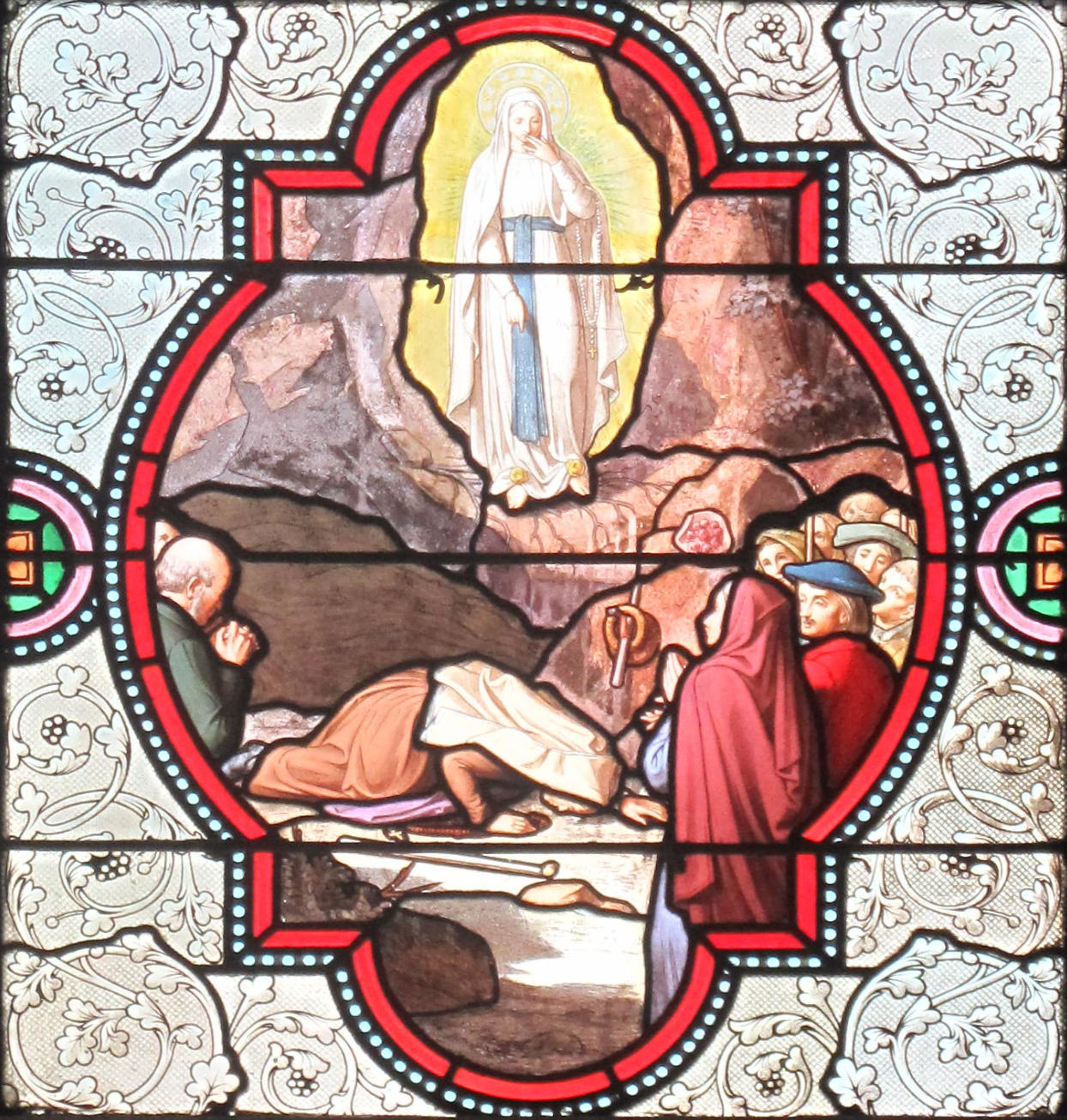
Bernadette embrasse la terre et se lave à la source.

Le mercredi 24 février 1858, près de trois cents personnes sont présentes devant la grotte. Durant l'apparition, Bernadette Soubirous s'approche de la crevasse intérieure qui communique avec la cavité dans laquelle se tient ce qu'elle voit. Elle est en extase et semble converser avec quelqu'un qui se tiendrait dans le creux du rocher sans que personne n'entende un mot. Elle fait des signes d'approbation et de dénégations. Jacquette Pène témoigne : « Les yeux encore mouillés de larmes, elle éclate en rire d'une grande suavité. » La jeune fille se prosterne ensuite visage contre terre. Sa tante Lucile Castérot qui se tient à côté d'elle pousse alors un cri et s'effondre. Bernadette s’interrompt et se tourne vers sa tante pour lui dire : « Ma tante, n'aï pa peno. » façon de lui dire que rien ne justifie de se mettre dans un pareil état. L'apparition est terminée. Sur le chemin du retour, elle ose demander à sa tante de ne plus revenir pour les prochaines apparitions.
De retour à Lourdes, elle apprend que l'abbé Pène, un vicaire de la paroisse, veut la rencontrer. Elle lui raconte l'apparition. Aqueró lui aurait dit : « Pénitence ! Priez Dieu pour les pécheurs. Allez baiser la terre en pénitence pour les pécheurs », ce que faisait Bernadette Soubirous au moment où elle fut interrompue par sa tante. Les témoignages sur la journée du 24 février rapportent aussi le regard de tristesse de Bernadette Soubirous, elle-même disant que l'apparition avait un visage triste lorsqu'elle demandait de prier pour les pécheurs.
Dans ses réponses aux questions sur les apparitions, il devient clair que, pour Bernadette Soubirous, il y a des choses qu'elle peut raconter ou répéter, celles qui lui semblent avoir été dites à haute voix pour que tout le monde entende, et d'autres qui lui sont confiées de façon plus intime, de sorte que cela peut rester entre elles deux.

#### Jeudi 25 février: Découverte de la source
Le jeudi 25 février 1858, les curieux affluent dès deux heures du matin. Quand Bernadette Soubirous arrive, trois cent cinquante personnes sont présentes. Dès le début de l'apparition, la jeune voyante reprend l'exercice de pénitence interrompu la veille et qui consiste à marcher à genoux et à baiser la terre. Elle manifeste une agitation inhabituelle. Elle va vers le Gave, puis se ravise et repart debout vers le fond de la grotte. Elle se courbe pour monter sur le pan incliné jusqu'à atteindre l'endroit où le sol rejoint la voûte. Le sol est très humide, boueux. Elle regarde vers l'apparition, puis se met à creuser. Elle tente à plusieurs reprises de prendre l'eau boueuse qui sort de la source qu'elle était en train de dégager, puis elle parvient à prendre un peu d'eau sale dans sa main et la boit. Elle se lave ensuite le visage avec cette eau sale, puis elle cueille une feuille de dorine (sorte de cresson sauvage) qui poussait là et la mange.
L'apparition est terminée. Bernadette Soubirous se retourne, la figure barbouillée de limon. Tante Bernarde essaye de nettoyer au plus vite et au mieux le visage de sa filleule, tandis qu'elle sort de la grotte et que le public est désappointé. Jean-Baptiste Estrade qui avait entraîné ses amis en leur parlant de la beauté des extases de la voyante est consterné. On traite Bernadette de « folle »,. Elle dit n'avoir fait tout cela que sur ordre d’Aqueró, « pour les pécheurs ». Au bourg, les esprits forts exultent, les croyants sont déconcertés. À la suite de cette apparition, le Lavedan parlera de catalepsie à propos de Bernadette Soubirous.
Parmi ceux qui sont dans la perplexité et qui demandent des explications à Bernadette Soubirous sur son comportement du matin, se trouvent l'abbé Pène et Jean-Baptiste Estrade. Elle leur dit : 

« — "Aqueró" me dit d'aller boire et de me laver à la fontaine. N'en voyant pas, j'allais boire au Gave. Mais elle me fit signe avec le doigt d'aller sous la roche. J'y fus et j'y trouvai un peu d'eau comme de la boue, si peu qu'à peine je pus en prendre au creux de la main. Trois fois, je la jetai tellement elle était sale. À la quatrième fois, je pus.

- Pourquoi t'a-t-elle demandé cela ?

- Elle ne me l'a pas dit.

- Mais que t'a-t-elle dit ?

- « Allez boire à la fontaine et vous y laver »

- Et cette herbe que tu as mangée ?

- Elle me l'a demandé aussi […]

- Mais ce sont les animaux qui mangent l'herbe. »

Pour l'historien Yves Chiron, les demandes faites par la Vierge peuvent avoir plusieurs significations :
- un premier niveau d'interprétation peut considérer qu'il s'est agi là de gestes de mortification demandés à Bernadette Soubirous « pour la conserver dans l'humilité pour qu'elle ne tire pas gloire des apparitions dont elle était bénéficiaire ».
- « Boire à la fontaine et vous y laver » est aussi un signe de pénitence et de purification. Signe que des millions de pèlerins accompliront dans le futur à Lourdes (à partir de cette même source qui sera ensuite captée).
- Manger une herbe amère peut être un rappel des pénitences nécessaires en carême, le 25 février étant le premier jeudi de carême cette année-là. Il y a aussi une connotation biblique avec le rituel juif, toujours vivace, de la fête de Pessah, la sortie d'Égypte : « YHWH dit à Moïse : Cette nuit-là, on mangera des herbes amères » (Ex 12,8).

Pie XII, dans son encyclique publiée pour le centenaire des apparitions, fera le lien entre la demande de la Vierge (« Allez boire à la fontaine et vous y laver ») et la « prédication inaugurale de Saint Jean Baptiste » et son « baptême de pénitence »,.
Dans l'après-midi, les visiteurs se font plus rares, mais ceux qui y vont s’intéressent à la source. Ils creusent, puisent et boivent à leur tour. En dégageant plus largement le limon, ils découvrent une source un peu plus claire et les premières bouteilles remplies de cette eau remontent vers Lourdes l'après-midi même.
Même si cette source n'avait pas été remarquée, sa présence au bord du Gave et dans le fond humide de la grotte n'avait rien d'étonnant, et elle existait avant les apparitions. Ce n'est que plus tard, avec l'inflation des récits faisant des moindres faits et gestes de Bernadette Soubirous l'occasion d'un miracle, qu'il sera question d'une source qui aurait jailli ce jour-là d'un sol sec, un sol « anhydre » écrira le docteur Vallet,, alors que c'est dans un sol déjà extrêmement boueux à cause de la présence de cette source que la jeune Bernadette a creusé.

#### Interrogatoire par le procureur

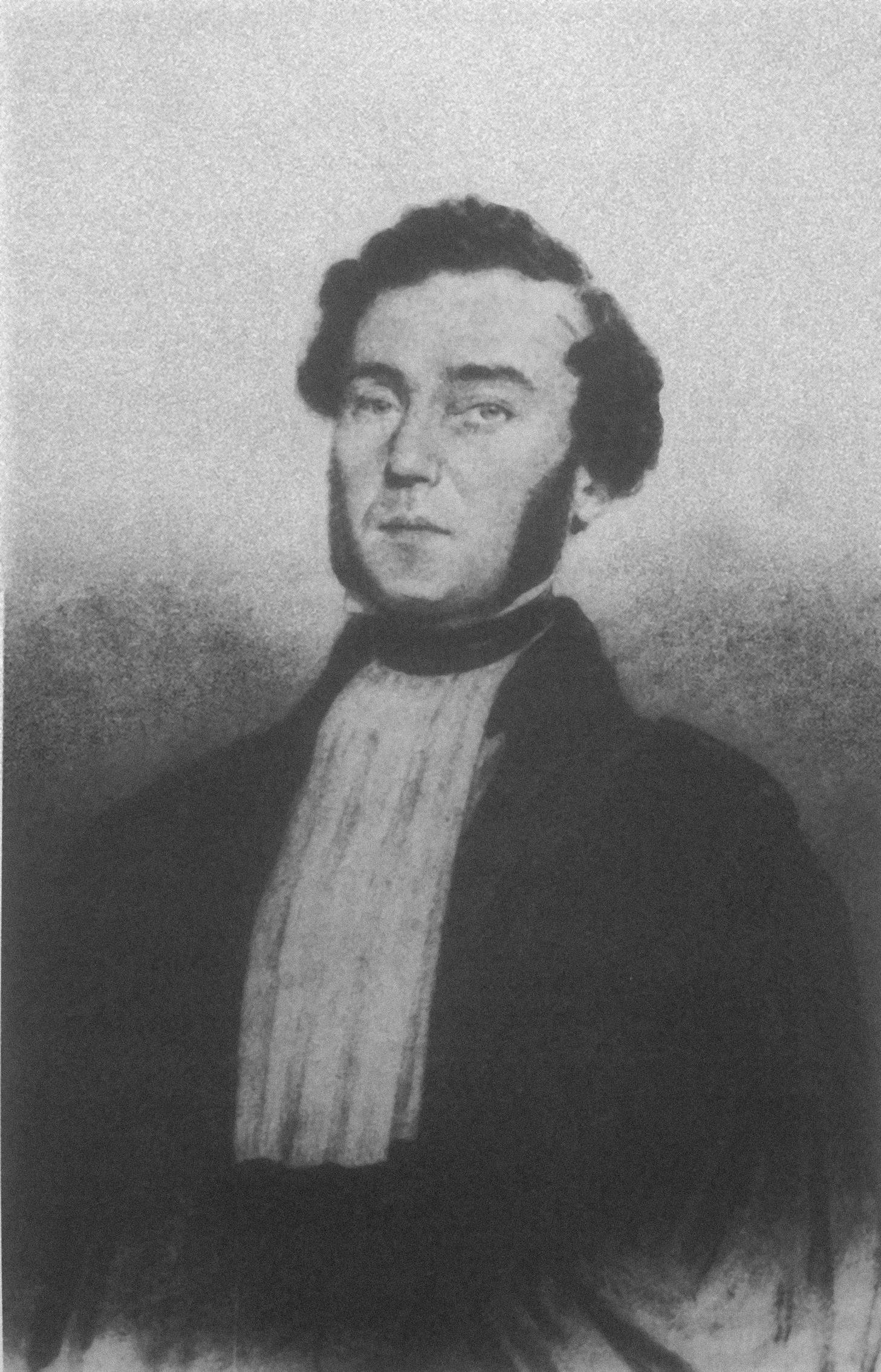
Vital Dutour, procureur impérial de Lourdes.

Tandis que l'on commence à boire de l'eau de la grotte dans des maisons de Lourdes, le Procureur impérial de Lourdes, Vital Dutour, convoque Bernadette Soubirous. François Soubirous étant parti au marché de Tarbes, c'est Louise qui doit l'accompagner. Impressionnée par cette convocation, elle demande à son cousin Sajous de venir avec elle. Celui-ci laisse sa pioche de carrier pour enfiler son costume du dimanche et les accompagner. Le procureur ne laisse pas entrer Sajous, mais lui promet néanmoins qu'elles ressortiraient libres. Louise et sa fille restent debout devant le bureau auquel s'est installé le procureur pour un long interrogatoire, comparable à celui effectué quelques jours plus tôt par le commissaire et dont le procureur avait les notes. Il s'y produit une discussion sur ce qu'aurait dit ou pas Bernadette Soubirous dans ses précédentes déclarations : 
« Tu m'as dit ceci, tu as dit cela au commissaire. 

- Non, monsieur. 

- Si ! 

- Non ! etc. »
Le procureur questionne aussi la jeune fille sur les profits ou les avantages qu'elle tirerait de cette situation. Enfin, comme Jacomet, Dutour lui demande de promettre de ne plus retourner à la grotte mais Bernadette Soubirous refuse.
Au bout de deux heures de discussions et de questions, le procureur sonne son épouse : qu'elle fasse appeler le commissaire, afin qu'il mette Louise et sa fille en prison. Entendant cela, Louise éclate en sanglot. Le Procureur propose alors des chaises et Madame Dutour aide Louise à s'asseoir. Mais Bernadette s'installe à terre en disant à propos de la chaise proposée par le Procureur : « Non, on la salirait. »
Dans le même temps, Sajous qui s'impatiente au café d'en face de ne pas voir sortir Louise et Bernadette Soubirous, vient frapper à la porte du procureur pour crier avec d'autres carriers : « Faites les sortir ! ».
Alors que la situation devient épique, le procureur tente encore d'obtenir de Bernadette, toujours assise à terre, la promesse qu'elle n'ira plus à la grotte, en vain. Il n'a pas l'air de savoir si son épouse a vraiment fait demander le commissaire, ou si elle a pris cet ordre pour une feinte destinée à impressionner les Soubirous. Il sort un instant de la pièce, revient en disant que le commissaire n'a pas le temps et que l'affaire est renvoyée à demain, puis il congédie les visiteuses.
En sortant, Sajous et les carriers offrent un verre de vin blanc à Louise et Bernadette Soubirous dans le café où ils les attendaient pour qu'elles se remettent de leurs émotions et qu'elles leur racontent l’interrogatoire. Elles rentrent ensuite au « cachot » où d'autres personnes viennent leur demander ce qui s'est passé. Il ne reste de cet interrogatoire que le témoignage de Louise et de Bernadette Soubirous car le procureur a détruit les notes qu'il avait prises. Bernadette Soubirous déclare ce même jour à Dominiquette Cazenave, devenu fervente des apparitions : « Quand on n'écrit pas bien, est-ce qu'on fait des croix ? M. le procureur faisait toujours des croix. »
L'évènement se raconte dans le milieu populaire lourdais et au marché où l'on prend massivement le parti de Louise et de sa fille. Le récit est enjolivé, jusqu'à devenir fantastique, au détriment du procureur.

De son côté, Vital Dutour apprendra que Louise et Bernadette Soubirous sont passées au café en sortant de chez lui. Dans son rapport du 1er mars, plutôt que d'évoquer l'interrogatoire, il décrit la famille Soubirous en faisant à Louise une réputation d’alcoolique : 

« Bernadette appartient à une famille pauvre. Son père fut arrêté en 1857 sous l'inculpation de vol qualifié. La moralité de la mère n'est guère moins douteuse. De notoriété publique, cette femme se livre à l'ivrognerie. Le concours de ces misérables personnages, leur langage, surtout leurs mœurs et leur réputation, étaient certes de nature à détruire le charme, à inspirer, non seulement le doute, mais le dégoût ; ce sont là en effet des intermédiaires biens vils, pour Celle qui est regardée comme l'être pur par excellence. »

#### Vendredi 26 février: en attendant «le grand jour»
Le lendemain, vendredi 26 février 1858, Aqueró n'apparaît pas à Bernadette Soubirous qui prie à genoux, dit le chapelet ; il ne se passe rien.
Nonobstant, ce jour-là se produit ce que l'on a longtemps présenté comme la première guérison miraculeuse de Lourdes, celle de Louis Bouriette, atteint d'une amaurose. À Lourdes, tout le monde sait que Bernadette Soubirous déclare avoir promis à l'objet de sa vision qu'elle viendrait pendant quinze jours. Le dernier jour de cette quinzaine, ce sera le jeudi de la semaine suivante, et des spéculations commencent à naître sur ce qui pourrait se produire ce jour-là.

#### Samedi 27 février
Samedi 27 février 1858, un millier de personnes venues de Lourdes et des villages environnants observent l'extase de Bernadette Soubirous. Aucune parole de la jeune voyante n'a été conservée sur cette dixième apparition.

#### Dimanche 28 février
Le dimanche 28 février 1858, 1 150 personnes sont présentes, dont des officiers supérieurs qui ont fait le déplacement depuis Tarbes.
Ce jour-là Bernadette Soubirous est interrogée par le juge. L'interrogatoire vise le même but que les précédents : convaincre Bernadette de ne plus aller à la grotte, en la menaçant d'aller en prison. Il n'existe cependant aucune base légale pour interdire à Bernadette d'aller à Massabielle et d'y avoir des extases.
L'après-midi, Clarens, le directeur de l'école supérieure de Lourdes, vient voir Bernadette Soubirous. Il consigne ses remarques et réflexions sur Bernadette et les apparitions dans un cahier qu'il fait parvenir à son ami le Baron Oscar Massy, le préfet de Tarbes.

#### Lundi 1er mars
Lundi 1er mars 1858, la foule arrive dès minuit. 1 500 personnes observent Bernadette  Soubirous, dont, pour la première fois, un prêtre. Il s'agit du jeune abbé Antoine Désirat qui séjournait à Omex et qui passa outre l'interdiction faite aux prêtres par le curé de Lourdes, Peyramale, de se rendre à la grotte. Ce matin-là, Catherine Latapie, qui a deux doigts de la main droite « pliés et paralysés », les trempe dans l'eau de la source : ils y auraient retrouvé leur mobilité. Ce sera l'une des « sept guérisons de 1858 »  reconnues quatre ans plus tard pour miraculeuses par Bertrand-Sévère Laurence, évêque de Tarbes.

#### Mardi 2 mars: demandes à l'abbé Peyramale

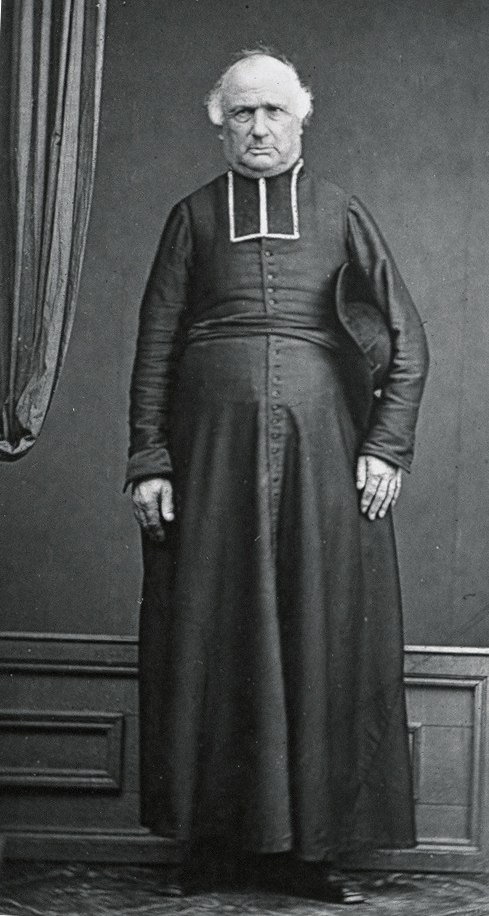
Dominique Peyramale.

Dominique Peyramale est un homme réputé pour ses colères sans lendemain. Il est perplexe concernant les apparitions et n'a jamais rencontré Bernadette Soubirous avant le 2 mars. Peyramale deviendra ouvertement favorable aux apparitions dans les mois qui suivront, mais il est d'autant plus difficile de savoir ce qu'il en pensait en mars 1858, d'autant qu'il a lui-même détruit dans ses notes et ses rapports les critiques qu'il jugera plus tard dépassées. Le fait qui témoigne le plus clairement de ses dispositions est qu'il a fermement interdit aux prêtres, qu'ils soient de Lourdes ou de passage, de se rendre à la grotte pour que ce ne soit pas pris comme un signe d'approbation. Dans le même temps, il constate que, depuis qu'il est question de ces apparitions, les offices connaissent une affluence inhabituelle et beaucoup plus de paroissiens qu'à l'ordinaire viennent se confesser.
Mardi 2 mars 1858, on compte 1 650 personnes lors de la treizième apparition.
Après l'extase, des témoins exaltés par le phénomène demandent à Bernadette Soubirous : « Qu'est-ce qu'elle t'a dit ? » Elle répond : « D'aller dire aux prêtres qu'on vienne ici en procession. »
Entendant cela, des dévotes courent au presbytère pour porter en premier le message au curé. Elles pensent que la procession doit avoir lieu jeudi, elles imaginent, puisque ce sera le dernier jour des apparitions, et qu'elle sera accompagnée d'évènements fantastiques. Les femmes arrivent ainsi tout essoufflées chez le vieux curé pour lui annoncer que la sainte Vierge veut une procession vers la grotte dans deux jours. Le curé se met immédiatement en colère et les chasse sans ménagement.
Pendant ce temps, Bernadette Soubirous, qui n'ose pas aller directement chez le curé, s'est rendue chez l'abbé Pomian qu'elle avait déjà rencontré. Celui-ci lui dit d'aller voir le curé. Elle se fait alors accompagner de ses tantes. Dominique Peyramale, qui vient de tonner contre ses paroissiennes, joue l'entrevue de façon intimidante :

« C'est toi qui vas à la grotte ?

— Oui, monsieur le curé.

— Et tu dis que tu vois la sainte Vierge ?

— Je n'ai pas dit que c'est la sainte Vierge.

— Alors qu'est-ce que c'est que cette dame ?

— Je ne sais pas !

— Ah, tu ne sais pas, menteuse ! Et pourtant le journal l'écrit, et tous ceux que tu fais courir après toi le disent, que c'est la sainte Vierge. Alors, qu'est-ce que tu vois ?

— Quelque chose qui ressemble à une dame.

— Quelque chose !

— Monsieur le curé, Aqueró demande qu'on vienne en procession à la grotte.

— Menteuse ! Comment veux-tu que je commande une procession ? C'est monseigneur [l'évêque] qui décide des processions. Si ta vision était quelque chose de bon, elle ne dirait pas de telles bêtises. Et pour quand la veut-elle cette procession ? C'est jeudi que tu as dit. »

Impressionnée l'adolescente s'embrouille, elle dit qu'elle ne sait plus pour quand, et continue de se faire « gronder » par le curé. Celui-ci interpelle les tantes de Bernadette Soubirous : « C'est malheureux d'avoir une famille comme ça qui met le désordre dans la ville ». « Retirez-vous, mettez-la à l'école et ne la laissez plus aller à la grotte. Que ce soit fini ».
René Laurentin explique que le curé est « secrètement écartelé » entre son intérêt pour les apparitions dont il voit « les bénéfices s'imposer au confessionnal par un afflux de conversions », et a contrario, la presse et la société bourgeoise ironiser sur « cette tocade populaire autour d'une hallucinée ». Tiraillé, il essaie de ne pas prendre parti pour préserver « l'honneur de l'Église ». D'où son attitude brutale vis-à-vis de la jeune voyante.
Sur le chemin du retour, Bernadette Soubirous déclare que le plus important n'est pas pour elle que le curé la croie, mais qu'elle ait fait la commission. Puis elle se rappelle qu'elle a oublié la moitié de la demande d’Aqueró : « Construire une chapelle. »
Effrayées par la colère du curé, les tantes refusent de retourner au presbytère et Bernadette Soubirous a du mal à trouver quelqu'un qui accepte de l'y accompagner. Dominiquette Cazenave lui arrange alors un rendez-vous pour sept heures. Tout le clergé de Lourdes est là, c'est-à-dire le curé, les deux vicaires et Pomian, l'aumônier de l'hospice. La jeune voyante leur dit qu’Aqueró veut une chapelle à l'endroit de la grotte. Et elle suggère qu'il pourrait même s'agir d'une chapelle « toute petite ». L'ambiance est plus détendue. Il n'est plus question d'une procession pour jeudi, cette procession semblant dépendre de la construction d'une chapelle qui ne se fera pas dans l'immédiat. L'abbé Peyramale dit à Bernadette Soubirous que la dame doit donner son nom.

#### Mercredi 3 mars
Le lendemain, mercredi 3 mars 1858, 3 000 personnes sont là, dans un lieu où il est impossible qu'une telle foule se tienne. Bernadette Soubirous arrive à sept heures du matin. La vision ne se manifeste pas. Après l'école, la jeune croyante revient à la grotte. Cette fois, Aqueró apparaît. Lorsque le soir, Bernadette retourne voir le curé, elle lui dit que sa vision réclame toujours une chapelle, mais refuse de donner son nom, se contentant de sourire. L'abbé Peyramale lui dit : « Elle se moque joliment de toi ! Si elle veut la chapelle, qu'elle dise son nom et qu'elle fasse fleurir le rosier de la grotte ! ».
L'affaire préoccupe les autorités. Ce jour-là, le procureur général de Pau la fait remonter jusqu'au garde des Sceaux.

#### Jeudi 4 mars: dernier jour de la quinzaine
Jeudi 4 mars 1858, c'est jour de marché. Environ 8 000 personnes sont présentes devant la grotte. L'attente du public qui s'est amassé durant la nuit sur le site est grande car c'est le dernier jour de la quinzaine. Les spéculations vont bon train sur les miracles ou phénomènes extraordinaires auxquels la foule pourrait assister. À la grotte, les gens se sont entassés d'une façon indescriptible, accrochés aux rochers ou massés sur les rives. Un service d'ordre a été organisé. Tarbes a construit une sorte de passerelle pour faciliter l'accès, tandis que le Commissaire assisté d'un gendarme fait passer Bernadette Soubirous au travers de la foule. La vision est silencieuse, elle dure trois quarts d'heure.
Dans une ambiance pourtant « incandescente », selon René Laurentin, il ne se passe rien de remarquable, si ce n'est qu'au retour, Bernadette Soubirous qui reste au centre de toutes les attentions, se montre sensible au sort d'une petite fille que son père a amenée et qui avait interpelé Bernadette à l'aller. Cette petite fille porte un bandeau sur les yeux, elle est presque aveugle et la lumière lui fait mal. Bernadette Soubirous s'approche, lui prend les mains et l'embrasse. La petite Eugénie (elle porte le prénom de l'impératrice) est touchée, elle rit, Bernadette aussi qui l'embrasse une seconde fois et repart. Eugénie Troy veut alors voir celle qui l'a embrassée. Elle retire son bandeau et, remplie d'enthousiasme, tente d’apercevoir Bernadette Soubirous. La foule qui est autour se met à crier au miracle. Joyeuse, Eugénie se persuade d'être guérie. Son père y croit aussi et la fillette est amenée devant le procureur qui restera plus que perplexe. Il faudra plusieurs semaines pour dissiper l'illusion née de ce moment de bonheur[pas clair], tandis que la petite Eugénie mourra le 5 juin 1859.
Le reste de la journée, au bourg, Bernadette Soubirous est harcelée par la foule. Le « cachot » où les Soubirous logent est pris d'assaut. On veut la toucher, lui faire toucher des objets de piété, lui donner de l'argent — qu'elle refuse. On la prie de guérir des enfants infirmes. Certains coupent subrepticement des fils dans la doublure de sa robe, d'autres réclament d'échanger son chapelet contre le sien. Lourdes bruit de miracles.

### Le temps des trois dernières apparitions

#### Déceptions au lendemain de la quinzaine
Au lendemain du 4 mars 1858, le « grand jour » tant attendu, la foule est déçue. Ce qui paraissait hier être des miracles dans l’excitation générale se révèle être sans fondement. Le Lavedan écrit : « Quelle déception ! Que de pauvres crédules ont été humiliés… Combien de personnes ont compris alors, mais trop tard, hélas ! le ridicule de la démarche et déploré leur excessive crédulité. »
Une certaine affluence perdure à Massabielle mais Bernadette Soubirous n'y va plus. Elle semble elle-même découragée. Elle récuse avoir fait ou vouloir faire croire à de quelconques miracles. Elle ne dit toujours pas avoir vu la Vierge, bien que plus personne n'envisage les choses autrement. Alors qu'elle continue d'aller à l'école chez les sœurs, elle a du mal à se mettre au travail. Enfin, elle se détourne des conversations sérieuses sur la grotte et les apparitions, préférant ostensiblement les gamineries et les jeux de son âge : la marelle, les cache-cache , etc. Bernadette Soubirous a tenu sa promesse : aller quinze jours à la grotte, et semble maintenant se désintéresser de l'affaire.

#### Le rétablissement de Jean-Marie Doucet
Le 9 mars 1858, Bernadette Soubirous est sollicitée par Joséphine Doucet qui est en classe avec elle pour venir au chevet de son petit frère. Celui-ci a un problème que les médecins n'identifient pas clairement, ils parlent d'un « névralgique incurable », ce qui veut dire qu'ils ne savent pas ce qu'il a, mais qu'il leur semble ne plus en avoir pour longtemps à vivre. Jean-Marie Doucet dépérit depuis Noël. Pris de hoquet et de soubresauts, il garde la bouche ouverte, offrant un spectacle dégoûtant avec la bave qui lui dégouline. Il ne s'alimente plus, ne parle plus, ne sait plus marcher et ses parents l'ont placé sur un matelas à côté de la cheminée où il est entouré de ses propres dessins dans lesquels il exprime un certain talent, mais aussi le monde dans lequel il s'enferme. 
Le courant passe immédiatement entre Bernadette et Jean-Marie. Elle revient le voir et parvient à le faire manger. Il se remet à parler. Au cours des visites suivantes, selon son tempérament, Bernadette Soubirous l'entreprend de façon à la fois chaleureuse et autoritaire. Après quelques jours, elle se met à le traiter de fainéant : « Alors tu ne veux jamais te lever, c'est toujours moi qui dois venir te voir. — Oh ! Si je pouvais me lever, je me lèverais bien, oui ! — Oh ! Tu es un fénian, autrement tu te lèverais, oui ! et tu ferais des sauts dans ta chambre. Tiens, tu es un fripon, tu fais le malade pour manger ce qui est bon. Eh bien moi, je ne t'aime plus parce que tu es un fénian. » Jean-Marie se prend au jeu de ce « chantage affectif », il mange et sa santé s'améliore rapidement. En ville, la nouvelle d'un « miracle » se répand, tandis que chez ceux qui ont besoin d'un miracle pour croire aux apparitions, l'espoir renaît après la déception concernant Eugénie Troy. Le 15 mars, l'abbé Peyramale vient avec ses deux vicaires et constate une amélioration notable, tout en considérant qu'il faut attendre un rétablissement complet pour se prononcer.

#### Interrogatoire du 18 mars

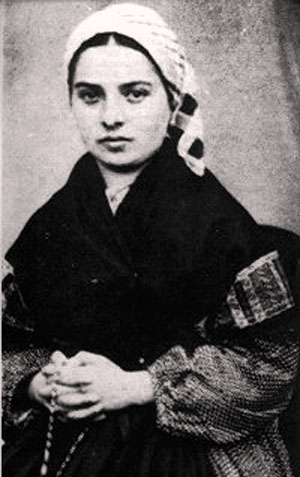
Bernadette Soubirous

L'avocat Romain Capdevielle, rédacteur au Mémorial des Pyrénées et fiancé de Marie Dufo, une lourdaise fervente admiratrice de Bernadette Soubirous, publie les 9 et 16 mars deux articles par lesquels il fait l'éloge de la voyante de Lourdes qui reste, selon lui, « toujours aussi simple et aussi naïve qu’auparavant. » Ces articles associés aux nouvelles concernant le jeune Jean-Marie Doucet, relancent la ferveur populaire. Les cierges se font plus nombreux à la grotte, on y laisse des dons, on boit l'eau de la source, une Vierge de plâtre est déposée dans la cavité où apparaissait Aqueró. La grotte est devenue un lieu de culte illicite.
Le procureur Vital Dutour s'inquiète aussi de ce que désormais, des notables de Lourdes font preuve d'un intérêt pour Bernadette Soubirous, qui peut aller jusqu'à la ferveur. Dans un rapport du 17 mars, il note ainsi à propos de M. Dufo, bâtonnier des avocats et conseiller municipal : « Il lui baise la main et l'appelle la sainte. » Dutour semble surtout avoir été gêné par l'attitude de M. Pougat, le président du tribunal. C'est la personne la plus haut-placée dans la petite administration judiciaire de Lourdes, et il a commencé à donner des conseils à la famille Soubirous pour faire face aux menaces judiciaires que continuait d'agiter le procureur à leur encontre. Le procureur ne s'autorise cependant pas à le dénoncer autrement qu'à mots couverts.
C'est dans ce contexte que, le 18 mars, Bernadette Soubirous est convoquée pour un nouvel interrogatoire devant un aréopage qui rassemble le procureur, le commissaire, le maire et le secrétaire de Mairie. Les articles de Romain Capdevielle servent de base à l'interrogatoire et Bernadette Soubirous en confirme les affirmations : « Cela » lui a demandé de faire bâtir une chapelle et lui a confié des secrets. La rumeur et la curiosité enfle au sujet de ces secrets et la jeune voyante indique : « Cela m'a défendu de les révéler à qui que ce soit. Cependant, je puis dire qu'ils n'ont rien de terrible et qu'ils ne regardent que moi. » On lui pose des questions sur les guérisons. Elle déclare : « Je ne crois pas avoir guéri qui que ce soit, et je n'ai du reste rien fait pour cela. » Viennent ensuite les habituelles questions concernant le physique de l'apparition : sa taille, son âge, son allure, sa position, avait-elle des souliers, etc. Concernant les demandes faites aux prêtres pour la procession et la chapelle, Dominique Jacomet, qui a remplacé le secrétaire de Mairie à l'écritoire au cours de l'interrogatoire, note une réponse incertaine : « Je ne sais pas si c'est une procession ou une chapelle, je n'en suis pas sûre. Je fus trouver Monsieur le curé qui me dit qu'on ne pourrait rien faire jusqu'à ce qu'il y ait une remarque quelconque, que la Vierge, par exemple, fît fleurir le rosier qui est devant la grotte. » Les interrogatoires ayant eu lieu durant la quinzaine des apparitions débouchaient sur l'injonction faite à Bernadette Soubirous de ne plus se rendre à la grotte. La question n'est plus vraiment à l'ordre du jour dans la mesure où la jeune fille n'y va plus. Jacomet note cette réponse prudente : « Je ne sais pas si je reviendrai davantage à la grotte. »
Cet interrogatoire s'est déroulé de façon très conciliante. Le procureur Dutour semble être rassuré et se croit autorisé à écrire au procureur général : « Elle a promis de ne plus y reparaître [à la grotte] et de ne plus prêter à l'abus que la crédulité et la mauvaise foi font de ses actions et de sa personne. » Cette remarque du procureur, même si elle force le trait par rapport aux déclarations de Bernadette Soubirous, témoigne de ce que sa sincérité n'est plus guère remise en cause. À défaut d'être convaincus de la réalité des apparitions, les interlocuteurs de Bernadette Soubirous se persuadent qu'elle croit sincèrement avoir vu et entendu quelque chose. Cette enquête établit aussi que les Soubirous ne tirent aucun profit de la ferveur populaire.

#### Apparition du 25 mars

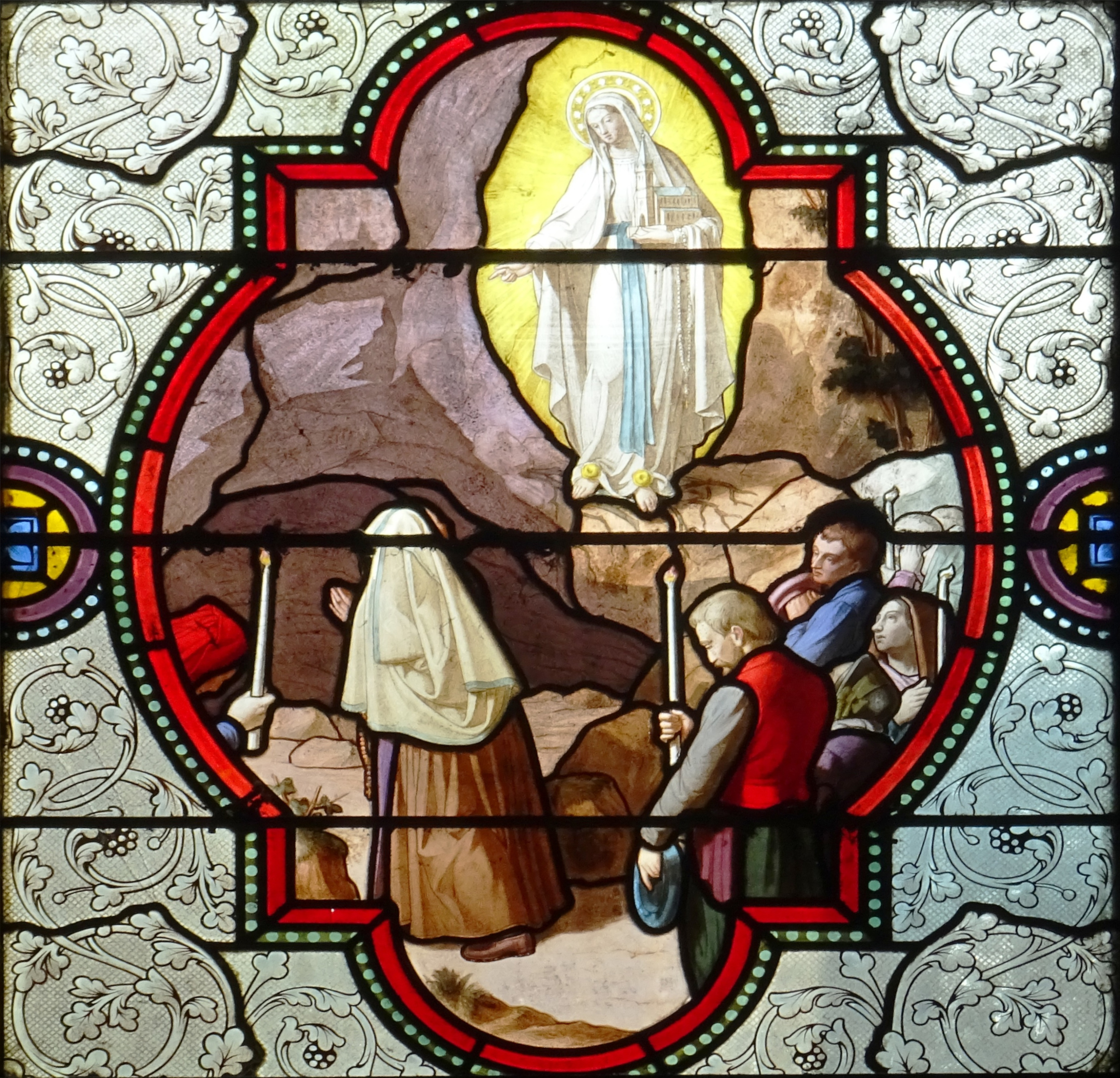
Vitrail de la basilique de l'Immaculée-Conception - 16e apparition de la Vierge qui révèle à Bernadette : Je suis l'Immaculée Conception.

Jeudi 25 mars, c'est le jour de l'Annonciation. Le bruit circule que Bernadette Soubirous se rendra à la grotte à l'occasion de cette fête mariale, ce qui se produit effectivement. Dès cinq heures du matin, alors qu'elle rejoint la grotte avec quelques membres de sa famille, une centaine de personnes et le commissaire Jacomet s'y trouvent déjà. L'apparition dure plus d'une heure. La jeune voyante, qui était venue avec le cierge de sa tante Lucile, voudrait laisser quelque chose à la grotte. Elle obtient la permission de laisser ce cierge qu'elle cale parmi ceux qui s'y trouvent déjà.
Sur le chemin du retour, elle est pressée de questions et confie que l'apparition lui a dit : « Que soy era Immaculada Councepciou » (« Je suis l'Immaculée Conception »). Les mots « Immaculée Conception » sont ceux par lesquels l'Église désigne un dogme marial selon lequel Marie conçut exempte de la souillure du péché originel, dogme proclamé quatre ans plus tôt par le pape Pie IX. Mais ces mots ne sauraient désigner une personne : on appelle Marie « Mère immaculée » ou « Vierge immaculée »,. Selon René Laurentin, « la Vierge, par une audacieuse figure de style, se désigne sous le nom abstrait de son premier privilège : Je suis l'Immaculée Conception. » Le procureur impérial Vital Dutour, dans un rapport du 14 avril 1858, interprétait déjà, mais ironiquement, la formule de la Vierge comme une figure de rhétorique : « En empruntant ces noms », « par un procédé de rhétorique un peu hardie », « au dogme récemment promulgué », « la Vierge a voulu certainement rattacher à la grotte le respect et les vives sympathies avec lesquels le dogme a été accueilli par la catholicité entière. Il est difficile d'admettre en tous cas que Bernarde ait trouvé cela toute seule. »
Bernadette Soubirous court répéter les paroles de l'Apparition au curé Peyramale, qui, en ce même jour du 25 mars, écrit à l'évêque de Tarbes pour lui annoncer la nouvelle. La lettre du curé à l'évêque a disparu. Le 7 avril, le comte Albert de Rességuier, politicien légitimiste qui s'est intéressé aux stigmatisées du Tyrol, vient à Lourdes et interroge Bernadette Soubirous. Il en reçoit une excellente impression, dont il fait part à Peyramale, tout en lui faisant remarquer (le 7 ou le 9 avril) que la formule « Je suis l'Immaculée Conception » est anormale. Le 10 avril, Peyramale écrit de nouveau à l'évêque. Il mentionne l'admiration de Rességuier pour la jeune voyante, mais aussi la difficulté que Rességuier trouve dans les mots que la Vierge aurait prononcés. Peyramale dit à l'évêque qu'il avait lui-même remarqué cette particularité; il en donne pour preuve le fait que, dans sa lettre du 25 mars, il avait souligné les mots « Je suis l'Immaculée Conception », ce qui, dit-il, avait pour but d'attirer l'attention de l'évêque sur la difficulté présentée par cette expression.
Selon des sources ultérieures, Peyramale, le 25 mars, se montre incrédule devant les propos de Bernadette Soubirous: « Tu mens, cette dame n'a pas pu te dire cela ». Il enjoint à la visionnaire de rentrer chez elle et annonce qu'il la verra plus tard.
Le soir, Bernadette Soubirous va chez Jean-Baptiste Estrade, à qui elle décrit la scène : l'apparition lui a souri et la jeune voyante lui a demandé par quatre fois : « Mademoiselle, voulez-vous avoir la bonté de me dire qui vous êtes s'il vous plaît ? ». Bernadette Soubirous mime ensuite l'apparition qui étend ses mains vers le sol, les lève pour les rejoindre sur la poitrine, tourne son regard vers le ciel et dit « Je suis l'Immaculée conception. » Estrade est très ému, et il explique à Bernadette Soubirous que ces mots s'appliquent à la Vierge Marie.

#### Visite médicale du 27 mars

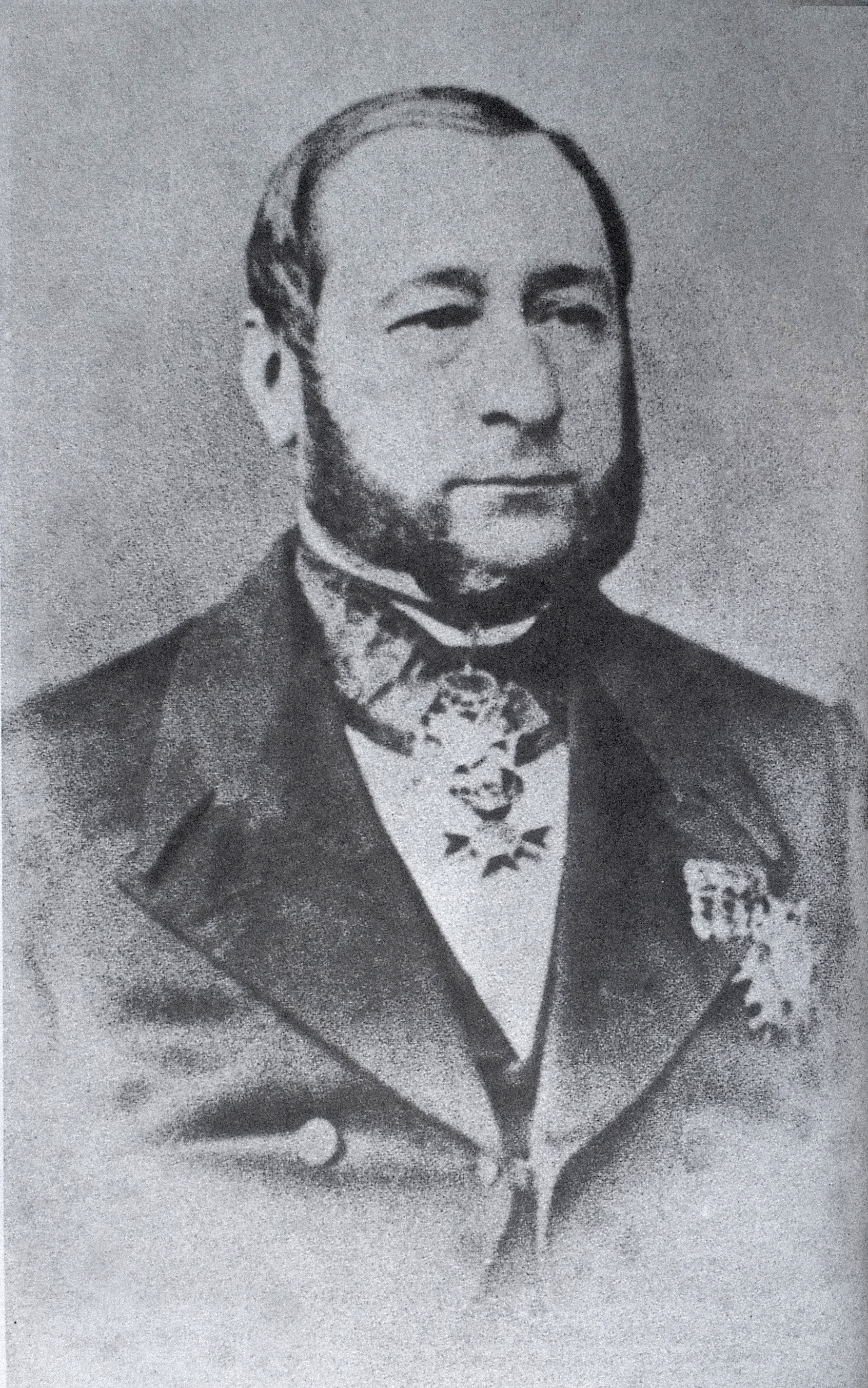
Le préfet Oscar Massy.

Le baron Oscar Massy, préfet de Tarbes, est au fait de ce qui se passe à Lourdes depuis le mois de février par les nombreux rapports qu'il reçoit sur le sujet. Il craint que ce « fatras de superstitions » ne déconsidère la « vraie » religion. Sa première initiative dans cette affaire est de demander à trois médecins d'examiner Bernadette Soubirous en vue d'établir un certificat pour son internement comme malade mentale. Le 27 mars, les médecins examinent la jeune fille, constatent son asthme et cherchent une maladie nerveuse ou psychique pour répondre à la question du préfet : « Cette enfant est-elle sous le coup d'une maladie mentale ? Y a-t-il nécessité de la faire traiter ? » La réponse sur laquelle les médecins mettront quatre jours à s'accorder est extrêmement embarrassée. Ils y inventent la notion de « maladie » qui « ne peut faire courir aucun risque à la santé. » Et ils estiment qu'il n'est pas indispensable d'envisager de la traiter : « Il est vraisemblable, au contraire, que, lorsque Bernadette ne sera plus harcelée par la foule, qu'on ne lui demandera plus des prières, elle cessera de songer à la grotte et aux choses merveilleuses qu'elle raconte ». Pour René Laurentin les embarras de la réponse des médecins relèvent de la diplomatie : il s'agit d'une part de ne pas aller contre l'hypothèse du préfet, pour qui Bernadette Soubirous est indubitablement atteinte d'une maladie mentale, tout en recommandant d'ajourner un internement qui ne se justifiait pas à leurs yeux.

#### Apparition du 7 avril

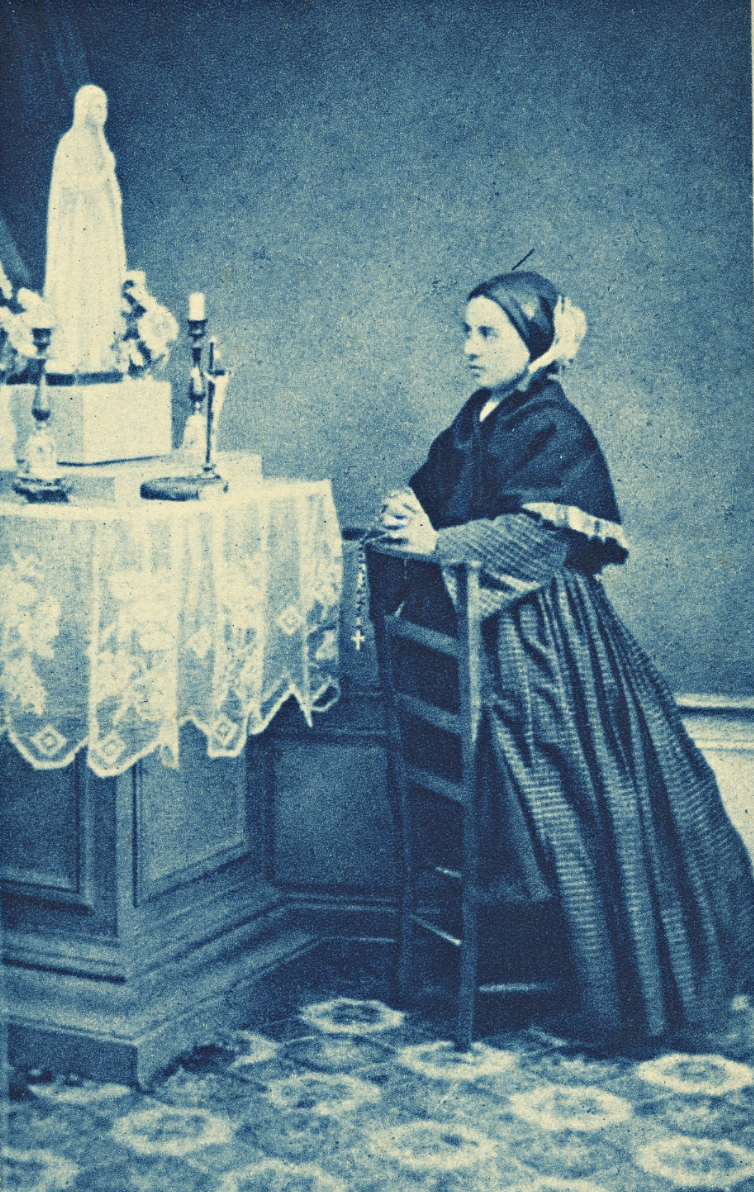
Carte-postale présentant un portrait authentique de Bernadette Soubirous (1862)

Au début d'avril, après un temps où les Soubirous se sont faits aussi discrets que possible, des bruits commencent à courir selon lesquels Bernadette Soubirous se rendra prochainement à la grotte. Le 2 avril, 300 personnes l'y attendent, mais Bernadette n'y vient pas. Même chose le 6 avril. Ce jour-là, la jeune fille se rend avec sa famille au village d'Adé, à l’invitation de l'ancien maire, Blaise Verger dit « Blazy », qui s'était senti soulagé de ses rhumatismes par l'eau glaciale de Massabielle. Bernadette Soubirous désirait se rendre à la grotte mais elle ne pouvait pas échapper à la surveillance dont elle était l'objet à Lourdes. Le fils de Blaise Verger propose alors de l'amener à la grotte depuis Adé, le lendemain matin. Le mercredi 7 avril, Bernadette Soubirous est agenouillée à Massabielle où une centaine de personnes sont présentes.
Blazy a fourni à Bernadette Soubirous un gros cierge dont elle pose la base à terre tandis qu'elle joint les mains à son sommet pour en protéger la flamme. Ce cierge sera le centre de toutes les attentions. En cours d'apparition, le docteur Dozous constate que la flamme du cierge lèche sa main sans la brûler. Il se convertira ce jour-là aux apparitions, faisant grand cas et grand bruit de cette affaire de mains et de flamme : « Miracle pour certains, hallucination pour d'autres ou encore phénomène naturel explicable, ce mince évènement devint l'un des aspects les plus contestés des visions. ». Le soir une paroissienne vient trouver Bernadette, lui fait fermer les yeux, et lui place, sous le regard médusé des témoins qui sont là, un cierge entre les mains. Bernadette retire immédiatement ses mains en criant qu'elle se brûle et s'en va. D'autres tenteront la même expérience : lui mettre une flamme sous la main pour voir si ça la brûle, mais Bernadette ne se laissera plus avoir une seconde fois.[réf. souhaitée]
L'affaire du cierge a éclipsé toute autre considération sur cette dix-septième apparition. Dans ses témoignages, Bernadette Soubirous évoque une conversation dont elle ne donne pas la teneur si ce n'est qu'elle répète qu'« Elle veut toujours sa chapelle. »

#### Épidémie de visionnaires et séjour à Cauterets
Bernadette Soubirous ne donne pas satisfaction à une attente de merveilleux grandissante. Elle répond de façon laconique et continue de décevoir ceux qui, parmi les fervents des apparitions, voudraient des miracles et des signes, comme ceux qui attendaient de la jeune voyante une attitude qui, selon leurs vues, par sa piété, sa délicatesse ou son élégance, conviendrait à celle à qui la Reine des cieux daignerait se montrer.

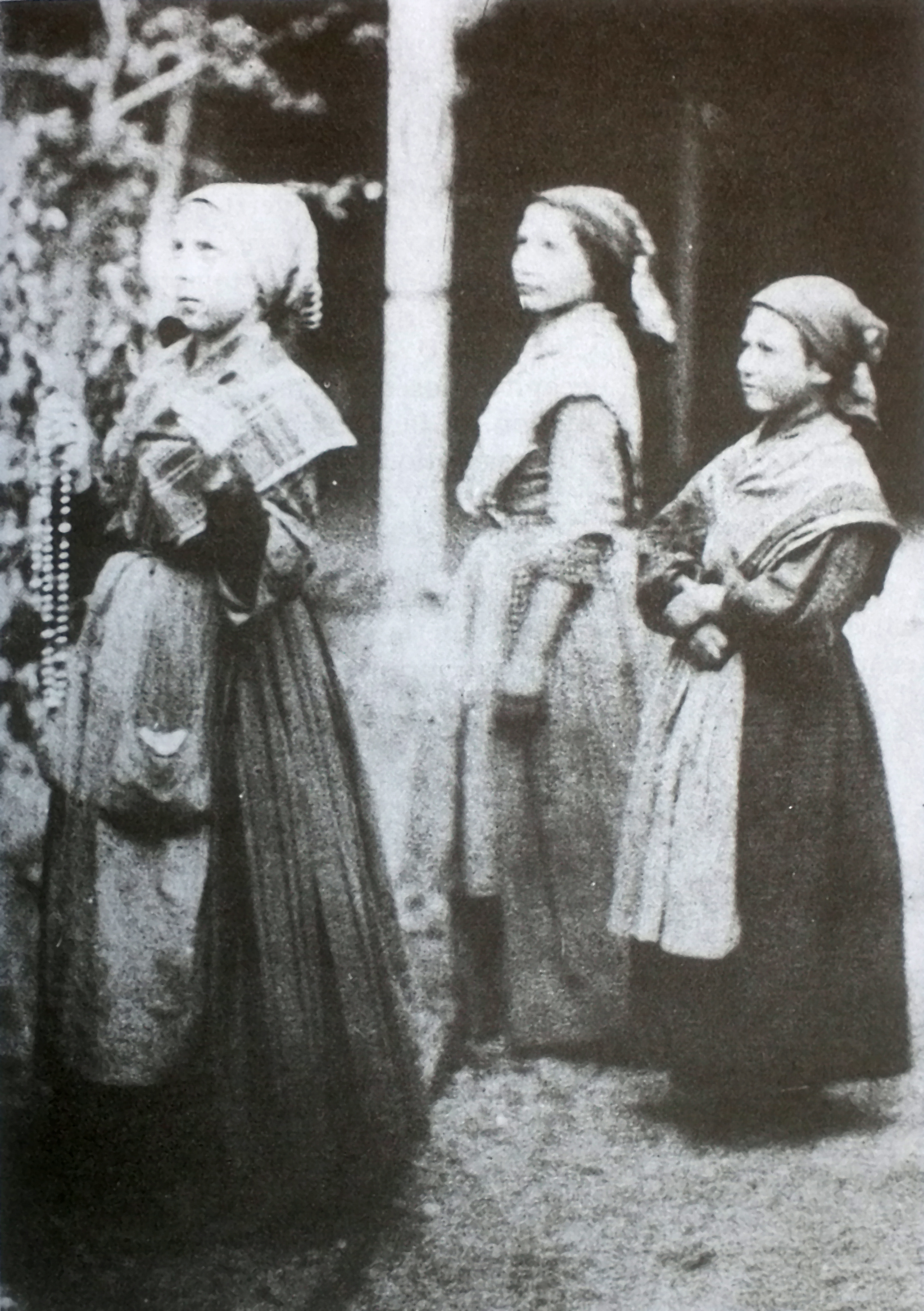
Une jeune fille en extase à Lourdes, lors de l'épidémie de visionnaires entre avril et juillet 1858. Photographie anonyme.

Le 11 avril, quatre jours après la précédente apparition, cinq femmes prises dans l’effervescence qui saisissait nombre de personnes à Lourdes, se rendent à la grotte. Cette grotte comporte trois cavités : celle du bas, la plus large, là où coule la source ; celle du haut, visible aussi de l'extérieur, dans laquelle se tient l'apparition et qui communique avec la cavité inférieure, et enfin, une troisième cavité qui s'enfonce dans le rocher depuis un boyau étroit qui s'ouvre à trois mètres du sol, au fond de la cavité principale. Cette cavité possède une stalactite qui a approximativement les proportions d'une personne debout. Étant parvenues à se glisser dans cette cavité, les femmes y voient la lumière de leur cierge vaciller sur la stalactite et reviennent profondément bouleversées à Lourdes raconter leur apparition. Commence alors une « épidémie de visionnaires », durant laquelle des jeunes filles de Lourdes se tenaient en extase un chapelet dans les mains. Jean-Baptise Estrade déclarait de l'extase de Joséphine Albario : « Ceux qui n'y croient pas sont de la canaille ». La multiplication du nombre de visionnaires à Lourdes donne du repos à la famille Soubirous chez laquelle les visiteurs se font plus rares. Pendant ce temps, Bernadette Soubirous est malade et alitée. Profitant de ce calme, quelques religieux dont le frère Léobard, directeur de l'école, viennent recueillir ses propos pour établir des récits suivis et détaillés des faits et de ses déclarations.
Le 4 mai, le préfet se rend à Lourdes. Durant cette visite, le commissaire Dominique Jacomet fait retirer de la grotte les objets religieux tandis que le préfet déclare dans son discours que : « Toute personne qui se dit visionnaire sera immédiatement arrêtée et conduite à l'hospice de Lourdes. » Cette menace est la réaction officielle à l'épidémie de visionnaires, mais elle pourrait aussi atteindre Bernadette Soubirous dans la mesure où il suffirait qu'on lui demande si elle a vu pour obtenir d'elle la déclaration qui permettrait de la faire interner.

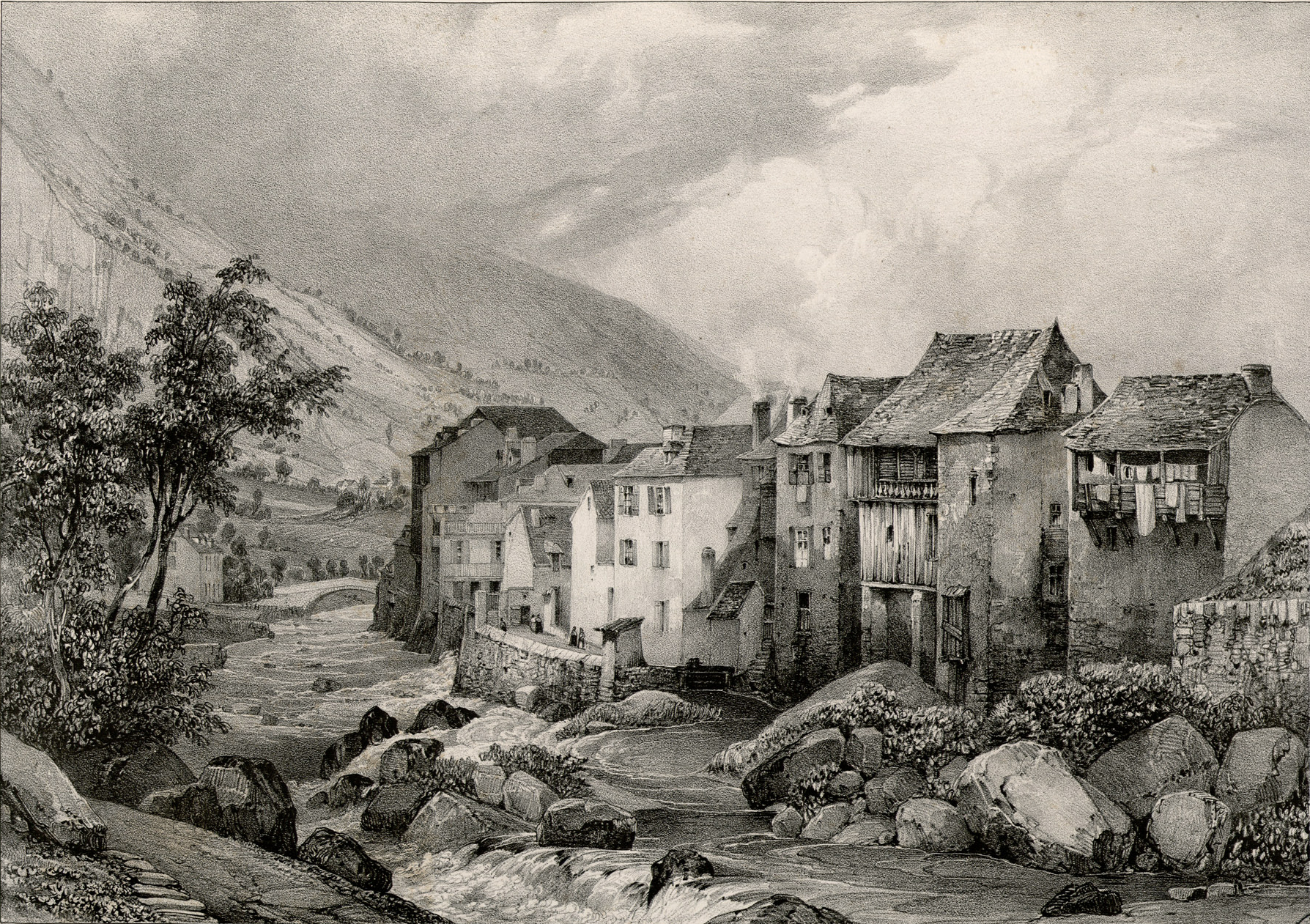
Vue de Cauterets, lithographie de Louis-Julien Jacottet (1835).

C'est probablement sur les conseils du président du tribunal, M. Pougat, que Bernadette Soubirous est mise à l'abri en étant envoyée se reposer aux bains de Cauterets à partir du 8 mai. Le préfet n'est informé de ce départ que le 15 mai. Il ordonne immédiatement à la police locale de la surveiller et de le tenir informé. Dans son rapport le commissaire de Cauterets écrit : « Plusieurs personnes l'ont questionnée sur ses prétendues visions. Elle persiste dans son premier dire. Plusieurs malades s'y sont adressés ; mais elle s'est bornée à leur répondre que, s'ils croyaient en Dieu, ils obtiendraient leur guérison ; elle a toujours refusé toute rétribution ».
Lorsqu'elle revient à Lourdes, le 22 mai, Bernadette Soubirous redevient le centre de l'attention et des conversations. Le commissaire Jacomet qui en informe le préfet note cependant aussi dans son rapport : « Pas de trouble. Pas de désordre à constater ». La jeune Bernadette poursuit sa préparation à la première communion en essayant de mémoriser le catéchisme questions-réponses tel qu'il s'enseignait à l'époque. L'abbé Peyramale qui avait interdit à Bernadette Soubirous de retourner à la grotte note avec satisfaction la réponse qu'elle fait devant lui lorsqu'une dame de la paroisse lui demande ce qu'elle ferait si la sainte Vierge lui ordonnait d'aller à la grotte : « Je viendrais demander la permission à Monsieur le curé. »
Lorsque, le 3 juin, Bernadette Soubirous fait sa première communion dans la chapelle de l'hospice, elle est très observée par les fervents des apparitions. Dans Le Rosier de Marie publié la semaine suivante, des admirateurs s'épanchent sur leur adulation : « Il fallait la voir, Monsieur l'abbé ! C'est un ange du ciel. Je la vois tous les jours et je n'en suis pas satisfait, car je voudrais sans cesse l'étreindre dans mes bras, elle aussi est une petite rose mystique qui nous enivre de ses parfums d'innocence et de candeur ».

#### L'installation de barrières et la dernière apparition
Lorsque le préfet Oscar Massy avait fait enlever les objets de culte de la grotte, il agissait au motif que leur présence relevait de l'établissement illégal d'un lieu de culte. Le commissaire Jacomet se rendait depuis régulièrement à la grotte pour y ramasser les images, les cierges et les chapelets qui y revenaient sans cesse. Le 7 juin, un ordre de la préfecture parvient à la Mairie de Lourdes : il faut interdire l'accès à la grotte. Le Maire exécute cet ordre en rédigeant un arrêté prescrivant la fermeture de la grotte. Le 15 juin des barrières sont installées devant la grotte. Ceux qui avaient été réquisitionnés par le commissaire pour les installer retournent de nuit à Massabielle pour jeter poutres et planches dans le Gave. Reconstruite le 28 juin, cette barrière est à nouveau démolie dans la nuit du 4 au 5 juillet puis rétablie le 10 juillet.
Des procès-verbaux sont dressés à ceux qui s'approchent de la grotte. Des pétitions contre les autorités circulent alors dans Lourdes où, selon René Laurentin, « on s'honore d'un procès-verbal comme d'un diplôme de confesseur de la foi ». Dans ce contexte, Bernadette Soubirous incite à ne pas braver l'autorité et à faire preuve de patience. Sur les conseils de Pougat, le président du tribunal de Lourdes, celles qui avaient été condamnées à Lourdes pour s'être rendues à la grotte font appel à Pau. Elles sont acquittées le 15 juillet. Dans l'esprit des Lourdais, le préfet avait perdu son procès.
Le 16 juillet 1858, Bernadette Soubirous qui ne voulait pas avoir de permission à demander, ni enfreindre une interdiction quelle qu'elle soit, se sentait néanmoins attirée d'aller prier à la grotte. Sans en parler au reste de sa famille, elle convient avec sa tante, Lucile Castérot, d'enfiler une pèlerine sous laquelle elle se cache, puis avec deux autres congréganistes, elles vont dans le pré de Ribière, en face de la grotte, de l'autre côté du Gave. D'autres Lourdais avaient pris l'habitude de venir prier en ce lieu d'où l'on voit très bien la grotte et qui n'était soumis à aucune interdiction. Elles se mettent à genoux pour dire le chapelet. La jeune voyante dira qu'elle a été comme transportée vers la grotte, « sans plus de distance qu'autrefois », et qu'elle ne voyait que la sainte Vierge. Celles qui l'accompagnent lui demandent : « Que t'a-t-elle dit ? » - « Rien » répond Bernadette Soubirous. Cette apparition est passée totalement inaperçue à Lourdes. Selon Ruth Harris, « l'éloignement de Bernadette lors de cette dernière rencontre préfigure sa marginalisation croissante. Sa mission était achevée et la direction du sanctuaire passa très vite dans des mains plus orthodoxes ».

## Suites et conséquences des apparitions

### Lourdes entre 1858 et 1866

#### Les visiteurs de juillet 1858

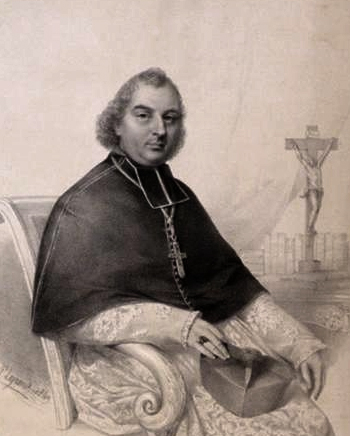
Paul-Armand Cardon de Garsignies, évêque de Soissons.

Durant l'été, saison à laquelle les stations thermales des Pyrénées sont fréquentées par une clientèle aisée, Lourdes reçoit la visite de nombreuses personnalités qui n'ont qu'une halte ou un petit détour à faire pour voir la grotte et Bernadette Soubirous. Le 17 juillet, Charles-Thomas Thibault, évêque de Montpellier, décide de s'arrêter à Lourdes en revenant de Cauterets. Ce prélat parle occitan et n'a ainsi aucune difficulté à communiquer avec Bernadette. Elle l'appelle « Monsieur le curé », c'est la première fois qu'elle rencontre un évêque. Au terme d'un entretien au cours duquel l'évêque s'est pris de sympathie pour la jeune fille, il veut lui offrir quelque chose et lui donne son chapelet, un chapelet précieux à monture d'or. Bernadette Soubirous le refuse tout en trouvant les mots pour ne pas l'offenser. Deux heures à peine après être arrivé à Lourdes, Charles-Thomas Thibault décide de se rendre à Tarbes pour y rencontrer Bertrand-Sévère Laurence et lui parler de Bernadette Soubirous.

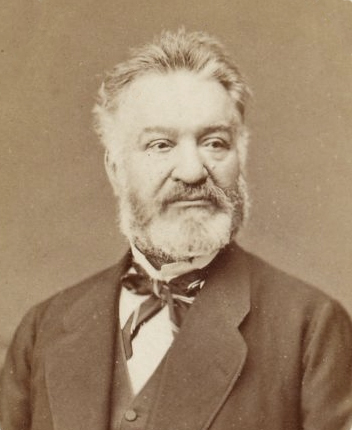
Louis Veuillot, homme de lettres.

Le 20 juillet, c'est au tour de Paul-Armand Cardon de Garsignies, l'évêque de Soissons de venir à Lourdes. Comme l'évêque de Montpellier, il décide, à la suite de sa rencontre avec Bernadette Soubirous, de se rendre immédiatement à Tarbes pour pousser l'évêque, Bertrand-Sévère Laurence, à « faire quelque chose ». Les deux évêques vont ensuite ensemble consulter l'archevêque d'Auch, Antoine de Salinis, qui était alors en repos à Bagnères-de-Bigorre. Sur place, ils sont rejoints par la plume la plus influente de la presse catholique française, Louis Veuillot, rédacteur du quotidien ultramontain L'Univers, qui vient de passer à Lourdes pour y prendre des contacts et des renseignements. Le 22 juillet, les trois évêques et le journaliste quittent ensemble Bagnères pour aller tenir conseil à Tarbes.
 
Le 28 juillet est une journée décisive. Alors que l'évêque de Tarbes signait une « Ordonnance constitutive d'une commission d'enquête sur les apparitions », le journaliste Louis Veuillot retourne à Lourdes, déjà très informé des tenants et aboutissants de l'affaire. Cette fois, il veut rencontrer Bernadette Soubirous. Veuillot, homme de lettres très célèbre à l'époque, est suivi par de nombreux admirateurs. Il organise une réunion publique au cours de laquelle il interroge Bernadette Soubirous, l'abbé Pomian faisant l'interprète du patois dans lequel elle s'exprime. Au terme de l'entretien, lorsque Bernadette a pris congé, Veuillot déclare : « C'est une ignorante. Mais elle vaut mieux que moi. Je suis un misérable. » Le 28 août suivant, Veuillot publie dans L'Univers, en première page et sur cinq colonnes, une relation détaillée des apparitions de Lourdes, assurant ainsi une notoriété internationale à ces évènements. Des journaux du monde entier publient des articles sur les événements de Lourdes.

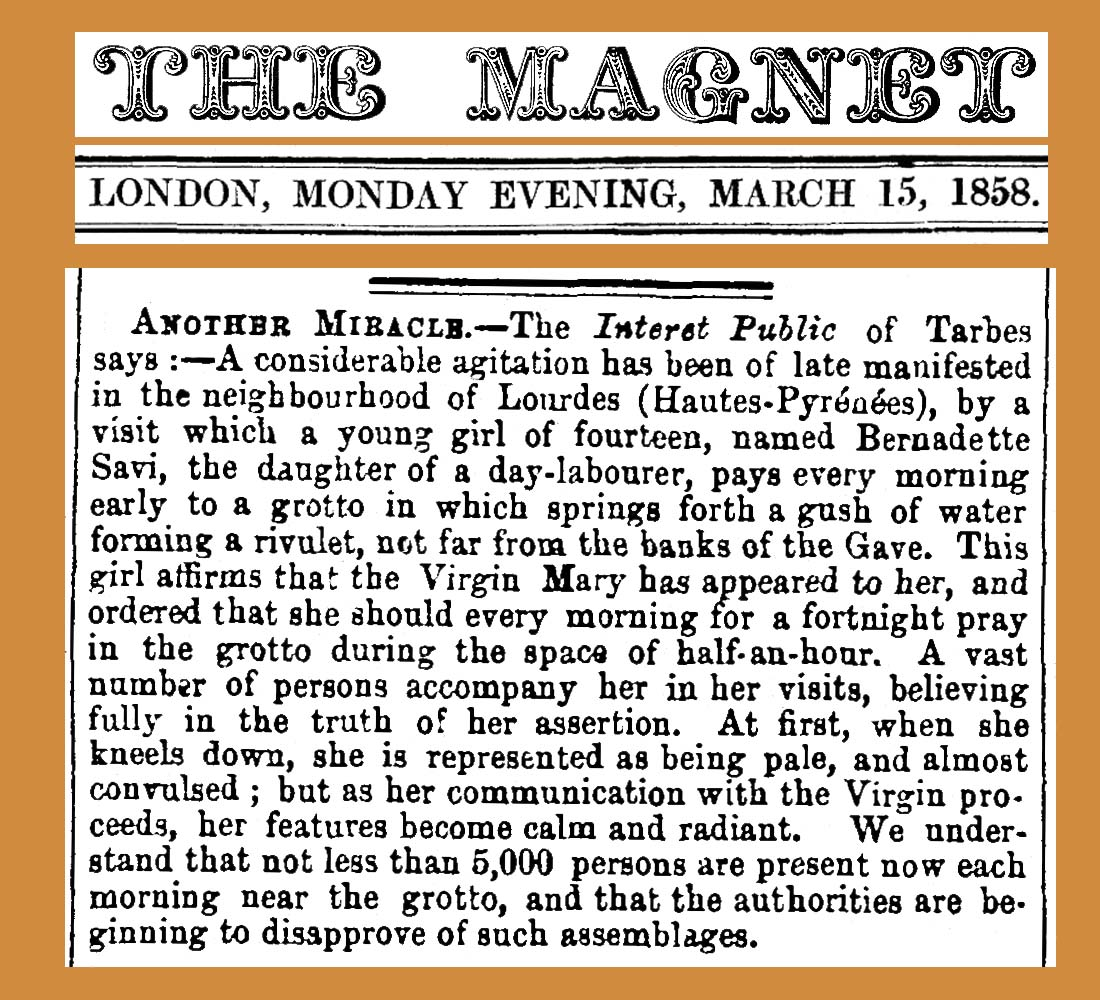
Article du 15 mars 1858 sur le Magnet de Londres, sur les événements à Lourdes.
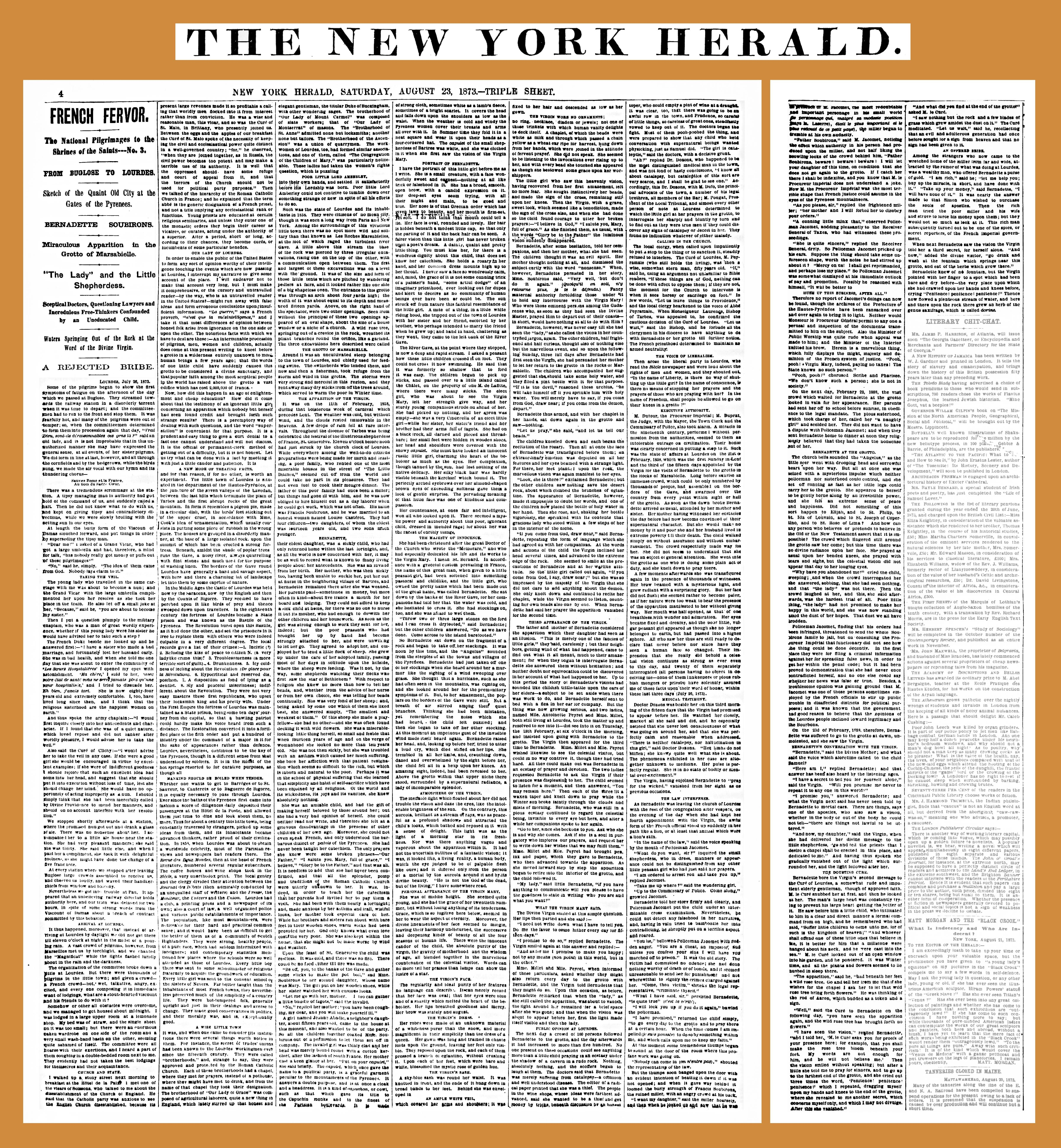
The New York Herald (New-York) du 23 août.
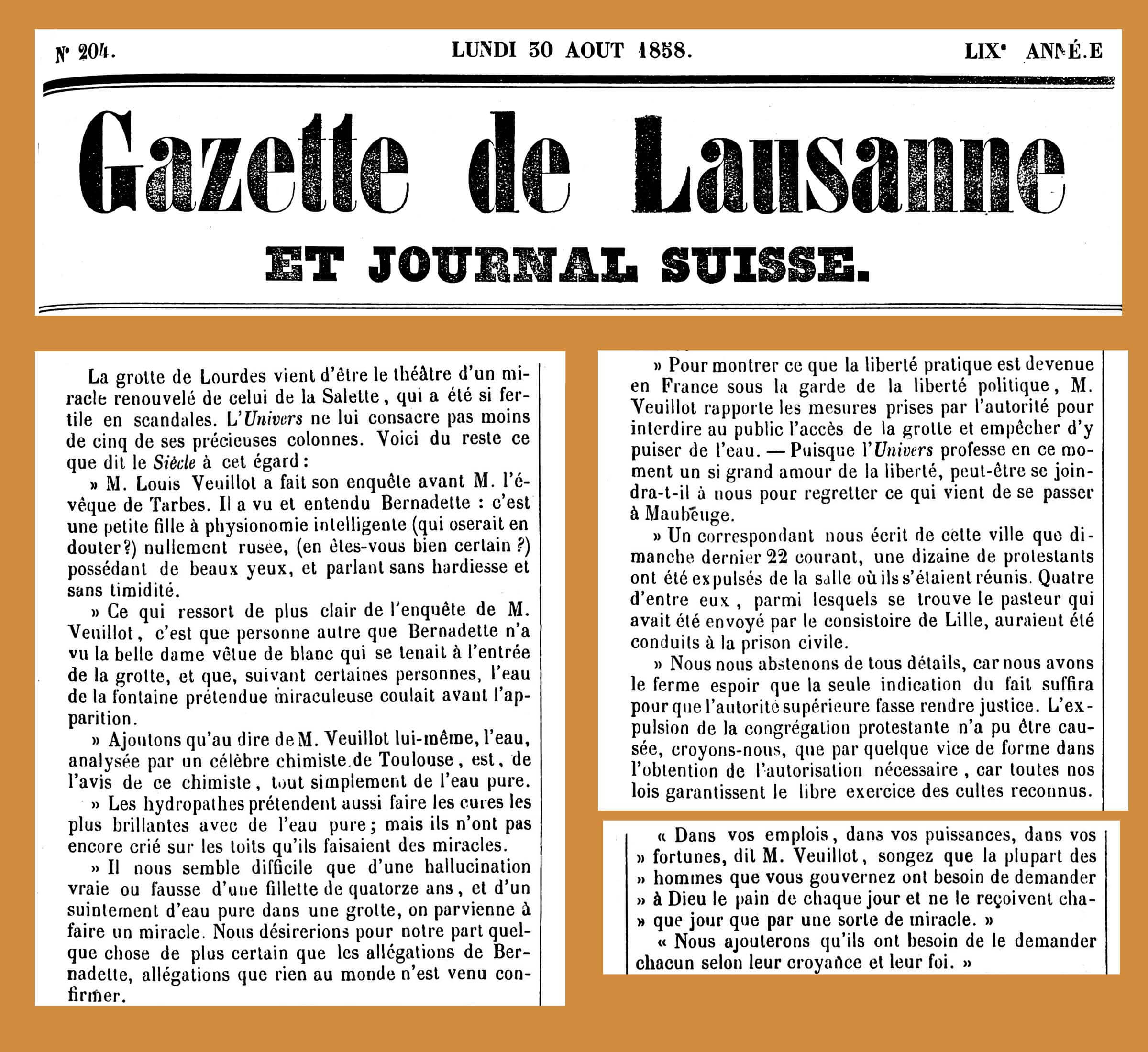
La Gazette de Lausanne du 30 août.
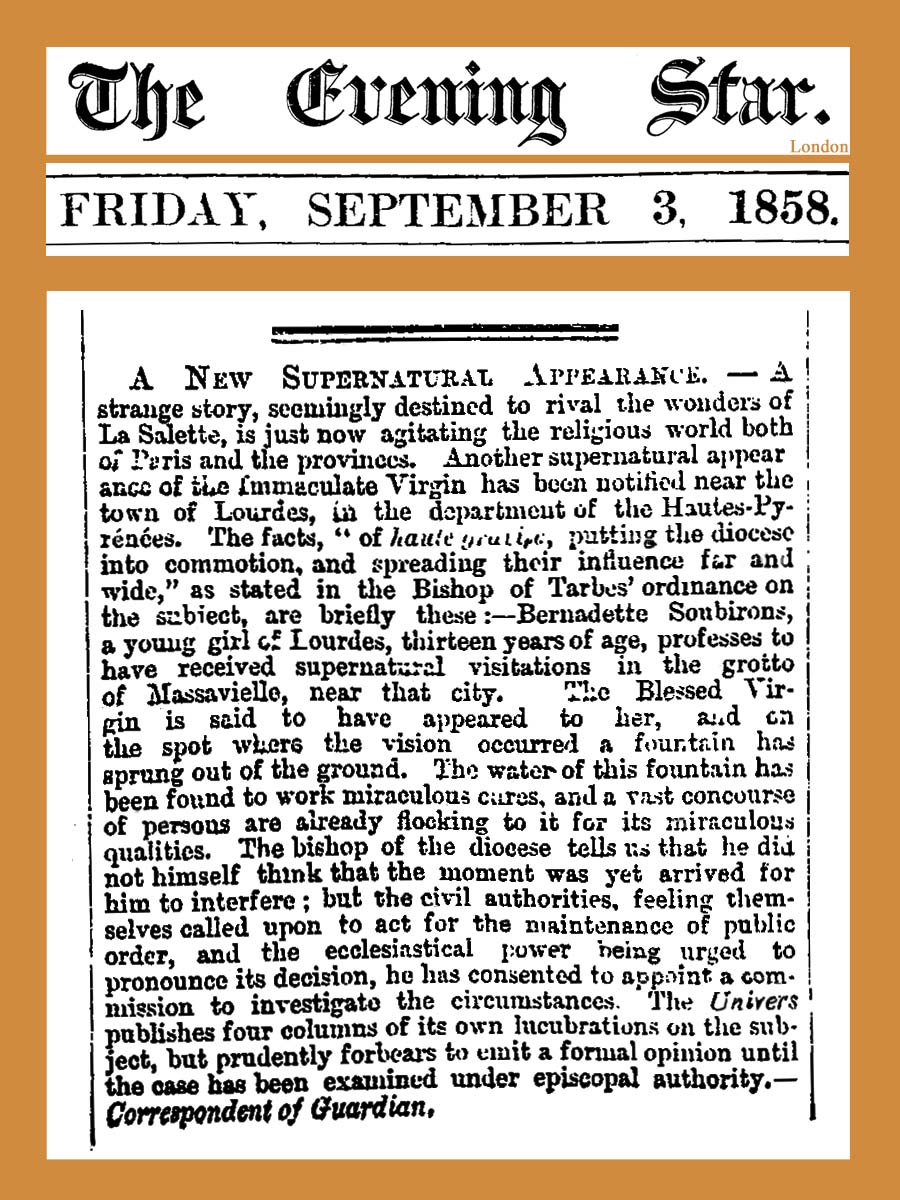
The Evening Star (Londres) du 3 septembre.
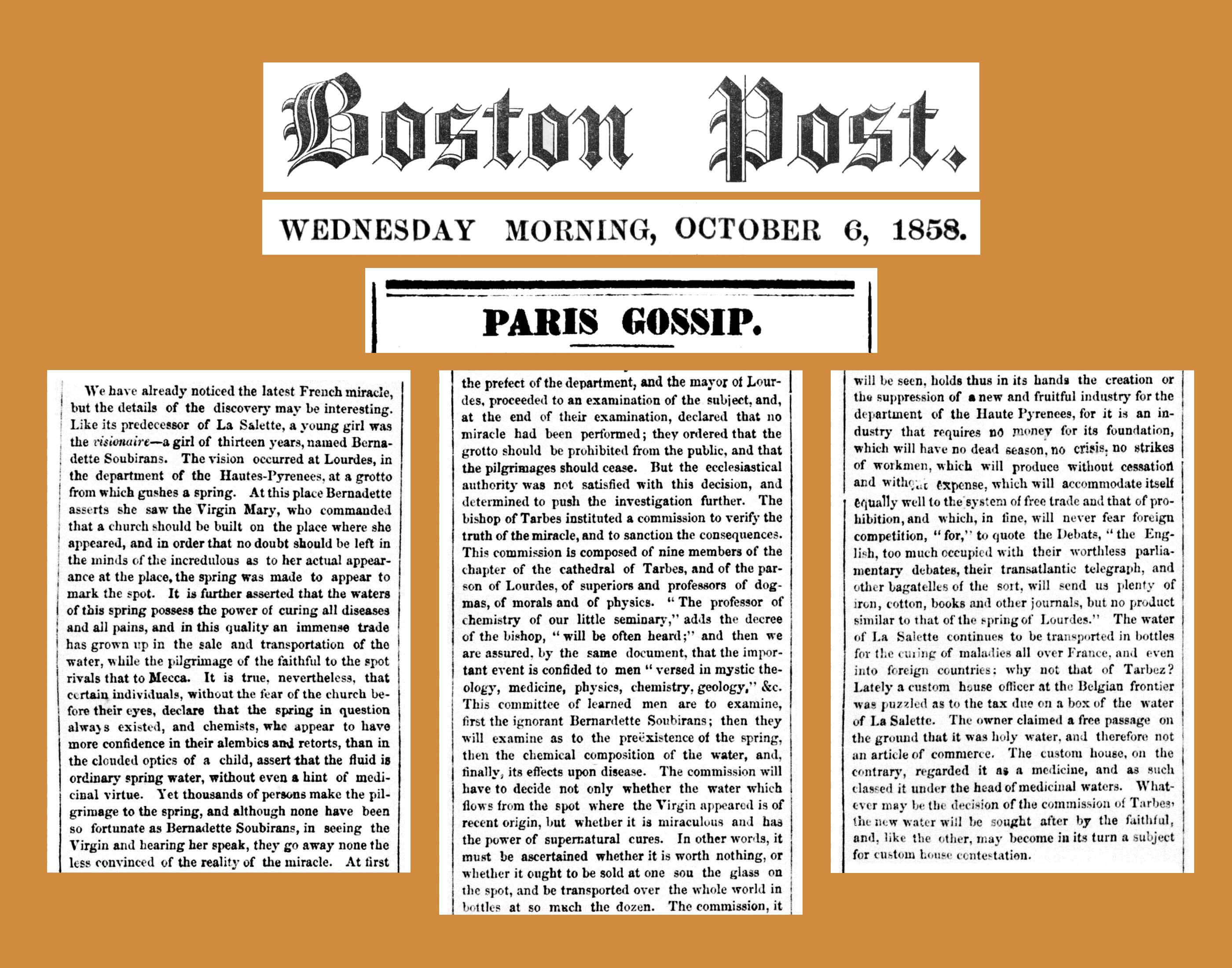
The Boston Post (Boston) du 6 octobre.
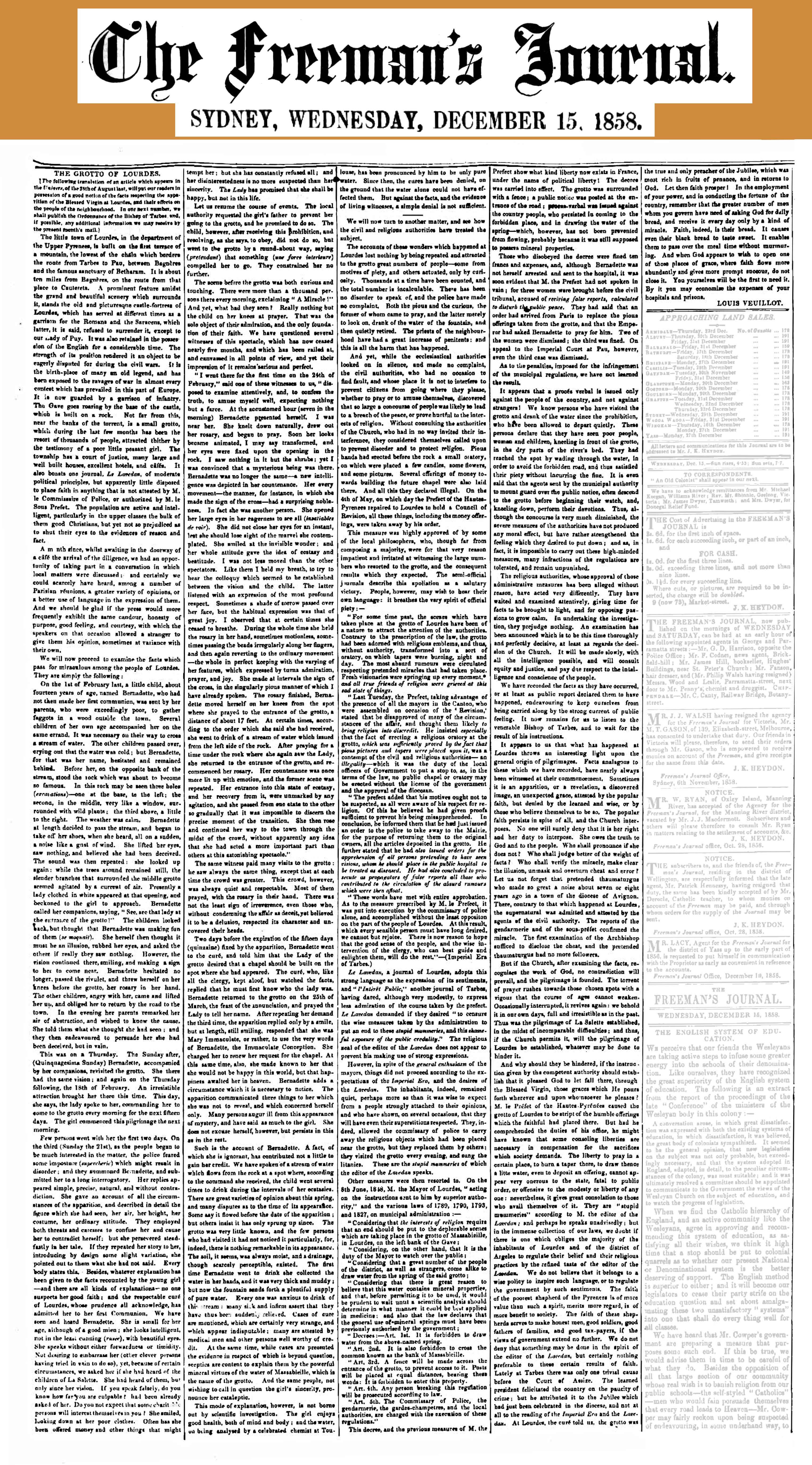
The Freeman's Journal de Sydney, du 15 décembre.

Le 28 juillet, Louis Veuillot s'est aussi rendu à la grotte. Devant la barrière, il s'exclame : « On veut donc empêcher les gens de prier le Bon Dieu, ici ! » Il n'est pas la seule personnalité à venir y prier ce jour-là. Parmi celles présentes à Lourdes, se trouve une dame de la cour, la veuve de l'Amiral Bruat, Caroline-Félicie Peytavin d'Aix, alors gouvernante du fils unique du couple impérial. Il est difficile pour un fonctionnaire de police locale de dresser un procès-verbal à de telles personnalités. Ainsi, Pierre Callet le garde-champêtre se contente de relever les noms. Après avoir écrit sur son carnet : « La Mirale Bruat, Gouverneuze des enfants de France », il l'accompagne aimablement à la grotte, puis il va raconter ses aventures au maire. Le maire consulte alors le préfet pour lui demander ce qu'il faut faire en pareil cas. Le préfet répond qu'il ne faut surtout pas engager de poursuites. Le maire lui fait alors savoir qu'il a bien compris que les ordres étaient de ne pas appliquer la loi avec la même rigueur pour tous.

#### Réouverture de la grotte
Depuis les acquittements du 15 juillet, les procès verbaux ne donnent plus lieu à aucune poursuite, mais, dans la mesure du possible, ils continuent à être établis pour leur rôle dissuasif. Le 9 septembre, le bruit court à Lourdes que l'empereur Napoléon III a envoyé un télégramme de Biarritz, demandant de rouvrir le sanctuaire. La visite à la grotte du comte de Tascher, un cousin de l'empereur, ne fait qu'attiser la rumeur. Le 18 septembre, la grotte ouvre brièvement, puis est à nouveau fermée. Le 24 septembre, Achille Fould, ministre d'État, arrive à Lourdes. Les autorités locales en déduisent que la grotte ne constitue pas une menace aux yeux de l'empereur. Le 5 octobre, elles donnent l'ordre de la rouvrir définitivement,.

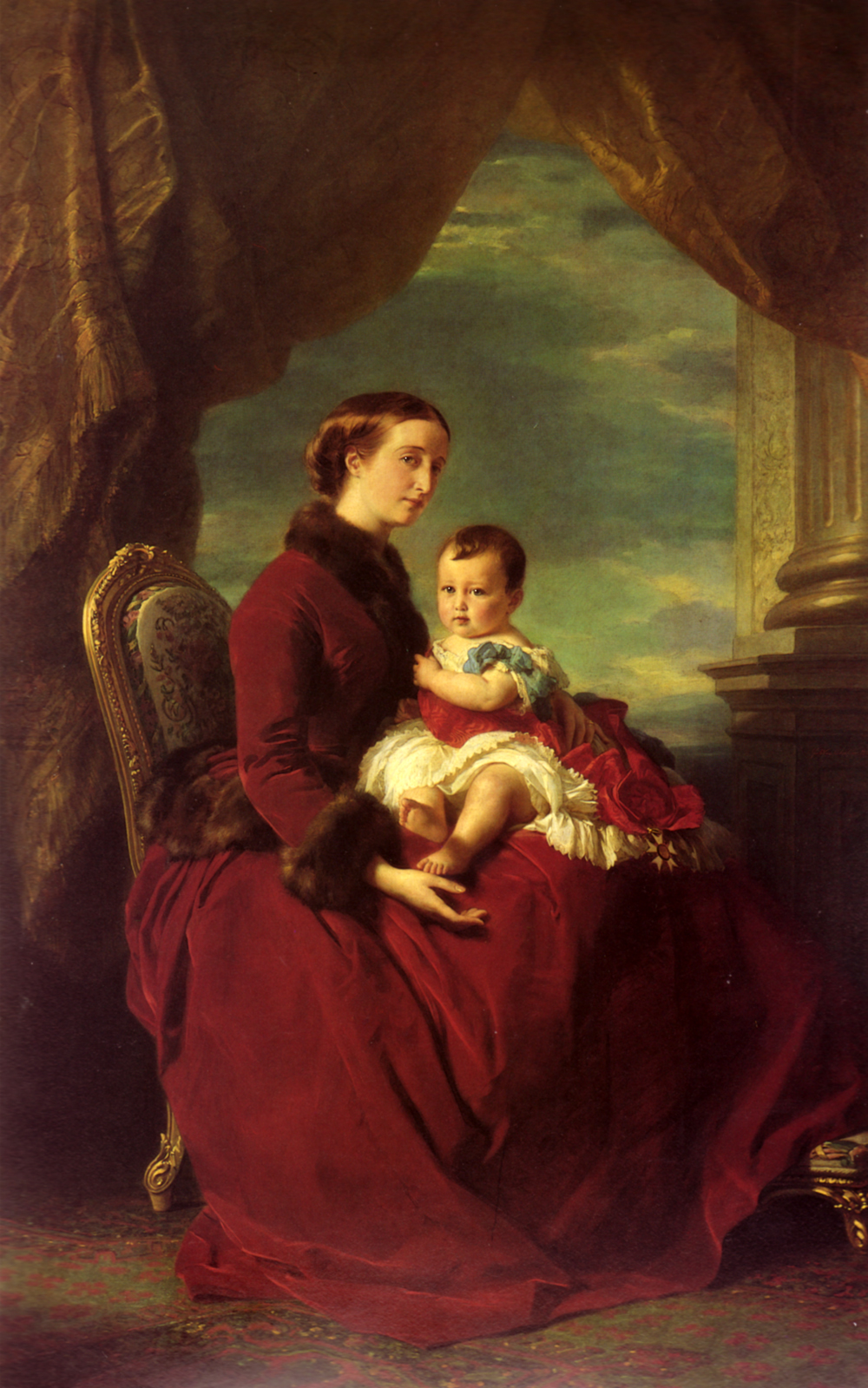
L'impératrice et le prince impérial.

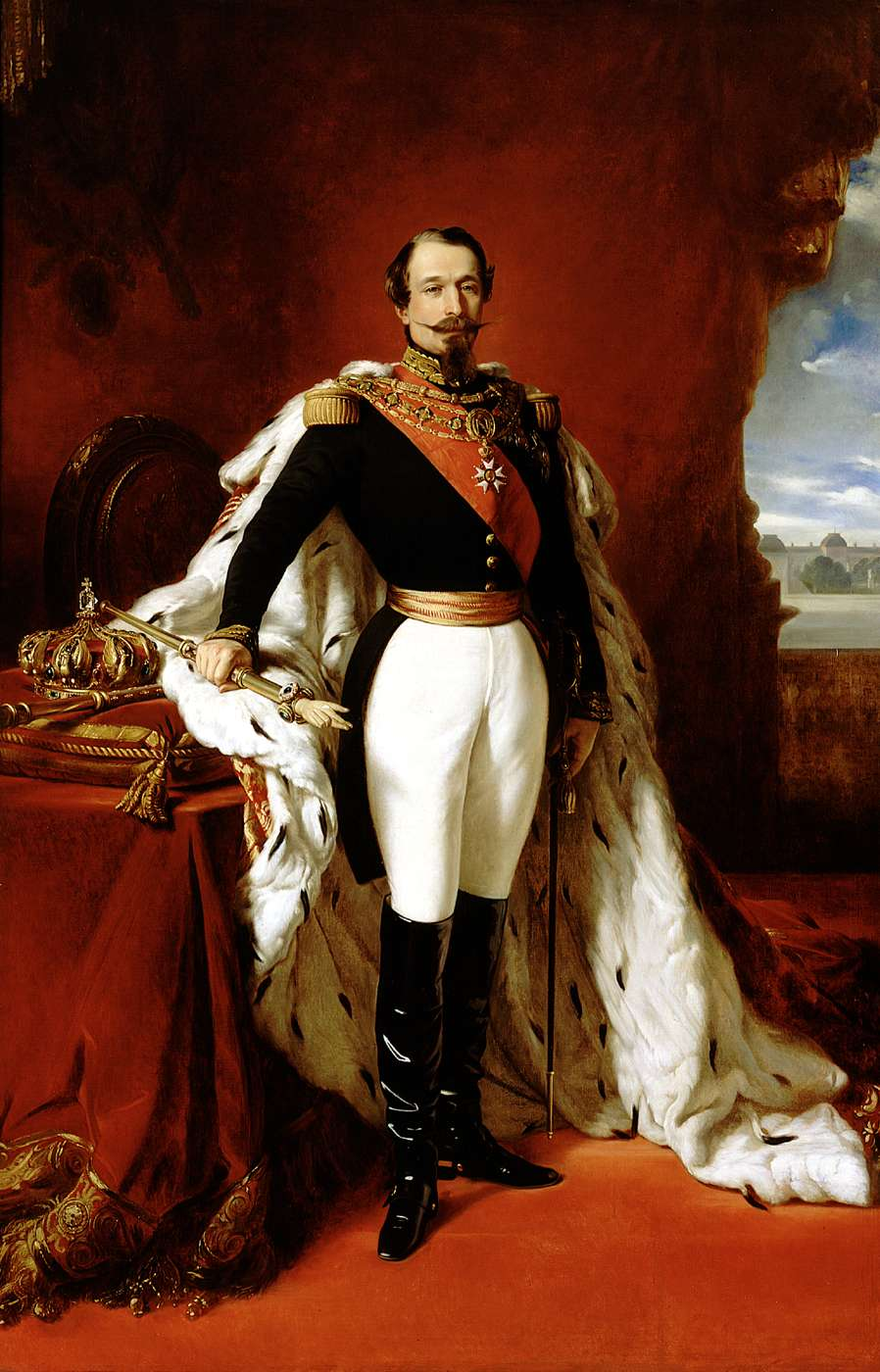
Napoléon III

Il a été affirmé, dans les biographies et les hagiographies de Bernadette Soubirous, que Napoléon III avait finalement ordonné au préfet Massy de faire libérer l'accès à la grotte sous la pression de son entourage : celle de l'impératrice Eugénie notamment. Des bruits ont aussi couru sur la guérison miraculeuse de l'unique fils de l'empereur grâce à une herbe cueillie par Mme Bruat lors de sa visite à la grotte. Il est certain que Louis Napoléon, alors âgé de deux ans, n'est pas mort en 1858, mais rien n'atteste non plus qu'il ait été en péril de mort ou même seulement malade à ce moment-là. La présence de personnes de l'entourage de la famille impériale à Lourdes au moment où l'accès à la grotte était entravé d'une barricade est un fait, mais la raison pour laquelle Napoléon III a donné l'ordre de l'enlever semble liée à des considérations plus stratégiques et politiques. Paul-Armand Cardon de Garsignies, l'évêque de Soissons qui, au mois de juillet avait poussé l'évêque de Tarbes à mettre en place la commission d'enquête, s'est rendu ensuite à Biarritz où le couple impérial passait ses vacances. Au moment où l'opinion publique française était agitée par la question romaine, Napoléon III souhaitait ménager les catholiques français, parce qu'il voulait désengager les troupes françaises qui protégeaient l'État pontifical et s'engager militairement au côté de l'Italien Cavour. L'État Pontifical était alors réduit à la seule ville de Rome et n'avait aucun moyen de résister à la poussée des partisans de l'unité italienne sans le soutien de l'armée française. Le retrait des troupes françaises signifiait donc automatiquement la fin de l'État pontifical, et peut-être celle de la papauté. En demandant à l'Empereur qu'il fasse lever l'interdiction qui pesait sur la grotte, Garsignies offrait à Napoléon III l'occasion de faire un geste favorable envers les catholiques : Lourdes contre Rome.
Au niveau des autorités locales, le prélat Bertrand-Sévère Laurence était brouillé avec le préfet Massy depuis que celui-ci avait permis la construction d'une écurie à Tarbes sur le site d'un sanctuaire catholique confisqué et détruit pendant la Révolution. Il n'y a ainsi eu aucune concertation entre l'évêque et le préfet sur l'affaire de Lourdes, l'un et l'autre ayant suivi leur propre voie sans s'accorder, mais sans s'opposer non plus. En appliquant les consignes du ministère des Cultes, le préfet avait été amené à s'enfermer de façon de plus en plus rigide dans une attitude de rejet, tandis que l'évêque était resté sur la réserve en établissant une procédure d'enquête qui lui permettait de différer autant que nécessaire le moment où il aurait à se prononcer. Durant le deuxième semestre de l'année 1858, des divergences de vue entre le ministre de l'Intérieur et le ministre du Culte avaient ajouté à la confusion. Nul ne savait plus quelle était la position officielle du préfet, du ministre ou de l'empereur au sujet de la grotte. Au moment où Napoléon III intervient pour faire lever l'interdiction en vigueur jusque-là, le préfet est, de fait, désavoué. Dès lors, l'évêque est la seule autorité en situation de donner un avis officiel. L'affaire voit ainsi, plus de quarante ans avant la loi de séparation entre l'Église et l'État, le pouvoir civil abandonner ses prérogatives aux autorités religieuses sur une question religieuse.
Déconsidéré dans son département, le préfet Oscar Massy est déplacé à Grenoble où il meurt quelques mois plus tard. Il emporte avec lui tous les documents qui permettraient de savoir comment il a géré cette affaire. Ces archives resteront inconnues jusqu'à ce que René Laurentin les retrouve un siècle plus tard. Le commissaire Dominique Jacomet est lui aussi muté, avec une promotion. Il va en Avignon où il poursuit sa carrière et s'illustre par ses compétences. Selon l'historienne Ruth Harris, l'empereur dont la politique protégeait les possédants de toute explosion sociale, a laissé des fonctionnaires tels que le préfet endosser l'impopularité, tout en prenant soin de se façonner une image de « protecteur des humbles ». Elle estime aussi que la réouverture de la grotte est l'aboutissement d'une coïncidence d'intérêts entre les Lourdais, un nouvel électorat catholique et la politique régionale de l'empereur. Sur le plan national, l'alliance entre les Lourdais et l'élite parisienne signifie que le monde pyrénéen, riche de son histoire, imprime sa marque spirituelle et politique sur le reste du pays.

### Position de l'Église

#### Commission d'enquête

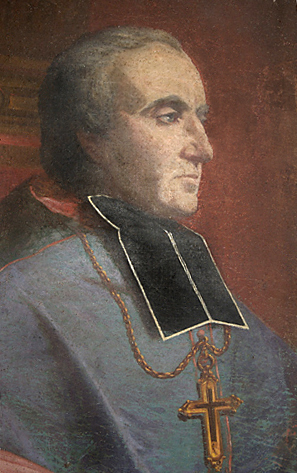
Bertrand-Sévère Laurence, évêque de Tarbes.

L'abbé Pomian déclarait : « La meilleure preuve de l'apparition, c'est Bernadette elle-même. » Il exprimait ainsi un sentiment qui avait aussi été celui du journaliste Louis Veuillot, des évêques de Soissons ou de Montpellier et d'un grand nombre de ceux qui sont allés à Lourdes et y ont rencontré Bernadette Soubirous avant de se prononcer en faveur des apparitions. Bertrand-Sévère Laurence, l'évêque de Tarbes, rencontra la jeune voyante pour la première fois le 5 février 1860, soit environ deux ans après les apparitions, et il n'a laissé dans ses notes où il signale cette entrevue, aucune remarque ou impression sur celle qu'il avait rencontrée. Dans l'ordonnance du 28 juillet 1858 qu'il avait rédigée pour établir une commission d'enquête, il distinguait trois types de personnes : celles qui estimaient a priori qu'il ne pouvait pas y avoir de faits surnaturels ou de miracle, celles qui suspendaient leur jugement et celles qui se déclaraient d'ores et déjà convaincues de la surnaturalité des faits et qui espéraient un avis favorable de l'évêque. Incitant ces derniers à s'en remettre au jugement de l'Église « quel qu'il soit », l'évêque orientait les futurs travaux de la commission sur le problème de la constatation de « faits surnaturels ». Il s'agissait selon Jacques Perrier de « vérifier la santé mentale de Bernadette, la permanence de l'impact spirituel des apparitions et la solidité des guérisons ».
Les travaux de la commission d'enquête vont durer trois ans et demi. Bertrand-Sévère Laurence laisse passer « l’effervescence des premiers jours », il laisse les esprits de calmer, et prend le temps de la réflexion. Il fait interroger (longuement) Bernadette Soubirous par des théologiens, puis l'interroge lui-même personnellement. Il la fait également examiner par des médecins. La commission se réunit à partir du mois d'août 1858, l'enquête est menée sur les guérisons et les discernements. Les travaux de la commission sont préparés par le chanoine Baradère et confiés au professeur agrégé Vergès. Sept guérisons sont étudiées et classées comme probantes, et inexplicables dans l'état de la science de l'époque.

#### Reconnaissance des apparitions par l'évêque
À la suite du rapport de la commission d'enquête, le 18 janvier 1862, l'évêque de Tarbes publie un mandement : « Nous jugeons que l'Immaculée Marie, Mère de Dieu, a réellement apparu à Bernadette Soubirous, le 11 février 1858 et les jours suivants, au nombre de dix-huit fois, dans la grotte de Massabielle, près de la ville de Lourdes ; que cette apparition revêt tous les caractères de la vérité, et que les fidèles sont fondés à la croire certaine,. Nous soumettons humblement notre jugement au Jugement du Souverain Pontife, qui est chargé de gouverner l'Église universelle. » Dans le même texte, Bertrand-Sévère Laurence explique sa décision. Il estime que jamais durant l'enquête Bernadette Soubirous n'a cherché à le tromper, il juge son récit cohérent : « Notre conviction s’est formée sur le témoignage de Bernadette, mais surtout d’après les faits qui se sont produits et qui ne peuvent être expliqués que par une intervention divine. » Il détaille alors les « faits merveilleux » survenus à Lourdes depuis la première apparition, produits par une apparition « surnaturelle et divine ».
Les attendus de ce mandement entérinent l'idée selon laquelle la constatation de la probité de Bernadette Soubirous était importante, mais que c'est « surtout » la constatation de fait « qui ne s'explique que par une intervention divine » qui justifie la reconnaissance de ces apparitions par l'évêque. Les apparitions à Bernadette ne sont pas oubliées, mais ce sont désormais les miracles et les guérisons qui sont placés au centre du pèlerinage. La décision de l'évêque permet aussi de répondre aux deux demandes formulées au cours des apparitions : la procession et la chapelle. L'abbé Peyramale est chargé de mettre en place une infrastructure pour des pèlerinages officiels, et de lancer la construction de ce qui deviendra la basilique de l'Immaculée-Conception.

#### Le sanctuaire

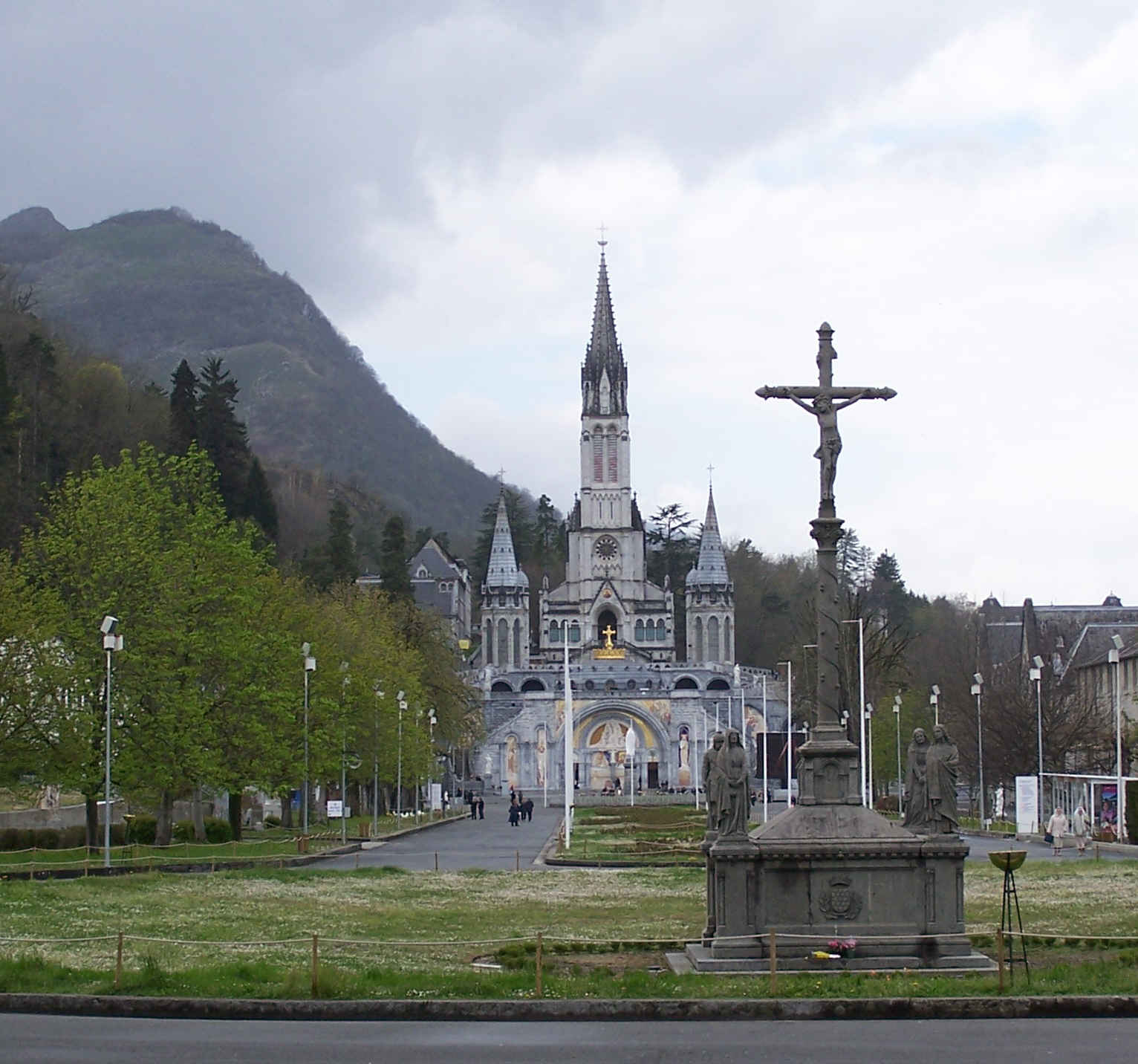
Le Sanctuaire avec au premier plan le Calvaire des Bretons.

En 1866, l'évêque demande aux missionnaires de l'Immaculée Conception qui sont présents au sanctuaire de Notre-Dame de Garaison (tout proche), de prendre en charge la gestion spirituelle et matérielle du sanctuaire.
Des guérisons jugées « miraculeuses » sont déclarées avant même la fin des apparitions. Leur nombre croissant pousse les autorités de l’Église à mettre en place une procédure rigoureuse. Le Bureau médical est créé dans ce but. Il enregistre les guérisons déclarées, et ne retient que les cas dûment documentés. Le dossier est ensuite transmis à un comité médical international qui déclarera ou non « le caractère inexplicable de la guérison ». C'est ensuite l'évêque (du diocèse de la personne guérie) qui, après enquête canonique déclarera ou non le « miracle ». En 2003, sur 6 000 déclarations, seuls 2 000 cas avaient été retenus (et considérés comme « des guérisons extraordinaires »), mais l’Église n'a proclamé que 67 miracles,.
La première église édifiée sur le site surplombe la Grotte de Massabielle où est apparue la Vierge Marie à Sainte Bernadette Soubirous : c'est la Basilique de l'Immaculée-Conception construite de 1862 à 1871 sur les plans d'Hippolyte Durand et consacrée en juillet 1876. Elle se révéla très vite insuffisante pour recevoir les nombreux fidèles venant en pèlerinage à Lourdes, ce qui décida les autorités ecclésiastiques à lancer la construction de la basilique Notre-Dame-du-Rosaire (première pierre posée en 1883).

#### Position face aux apparitions en général

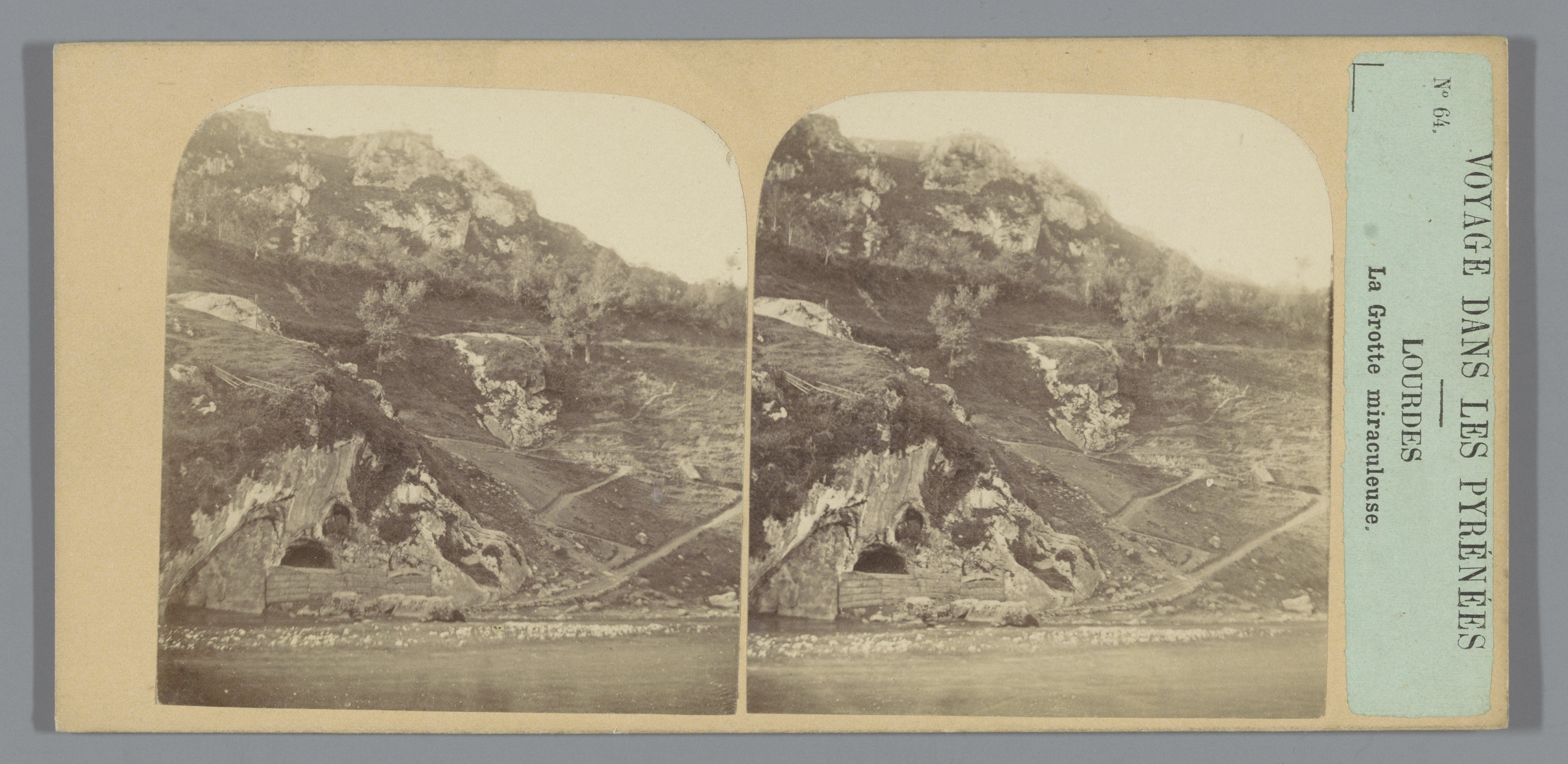
« La Grotte miraculeuse » in Voyage dans les Pyrénées (1858)

L'Église catholique laisse chaque chrétien libre de croire ou non aux apparitions. Elles ne sont pas un objet de foi divine. En 1907, dans l'encyclique Pascendi Dominici Gregis, saint Pie X rappelle que l'Église revendique une grande prudence pour tout ce qui touche aux « pieuses traditions » telles que les apparitions. L'Église ne permet pas de les relater dans des écrits publics — ou alors en s'entourant des plus grandes précautions (comme l'a fait Bertrand-Sévère Laurence). Mais, même dans ce dernier cas, l'Église ne se porte pas garante de la vérité du fait. « Simplement elle n'empêche pas de croire des choses auxquelles les motifs de foi humaine ne font pas défaut. » En 1877, la Congrégation des Rites en avait décidé ainsi, par décret, au sujet d'apparitions, lesquelles n'avaient été « ni approuvées ni condamnées par le Saint-Siège ».

### La statue deNotre-Dame de Lourdes

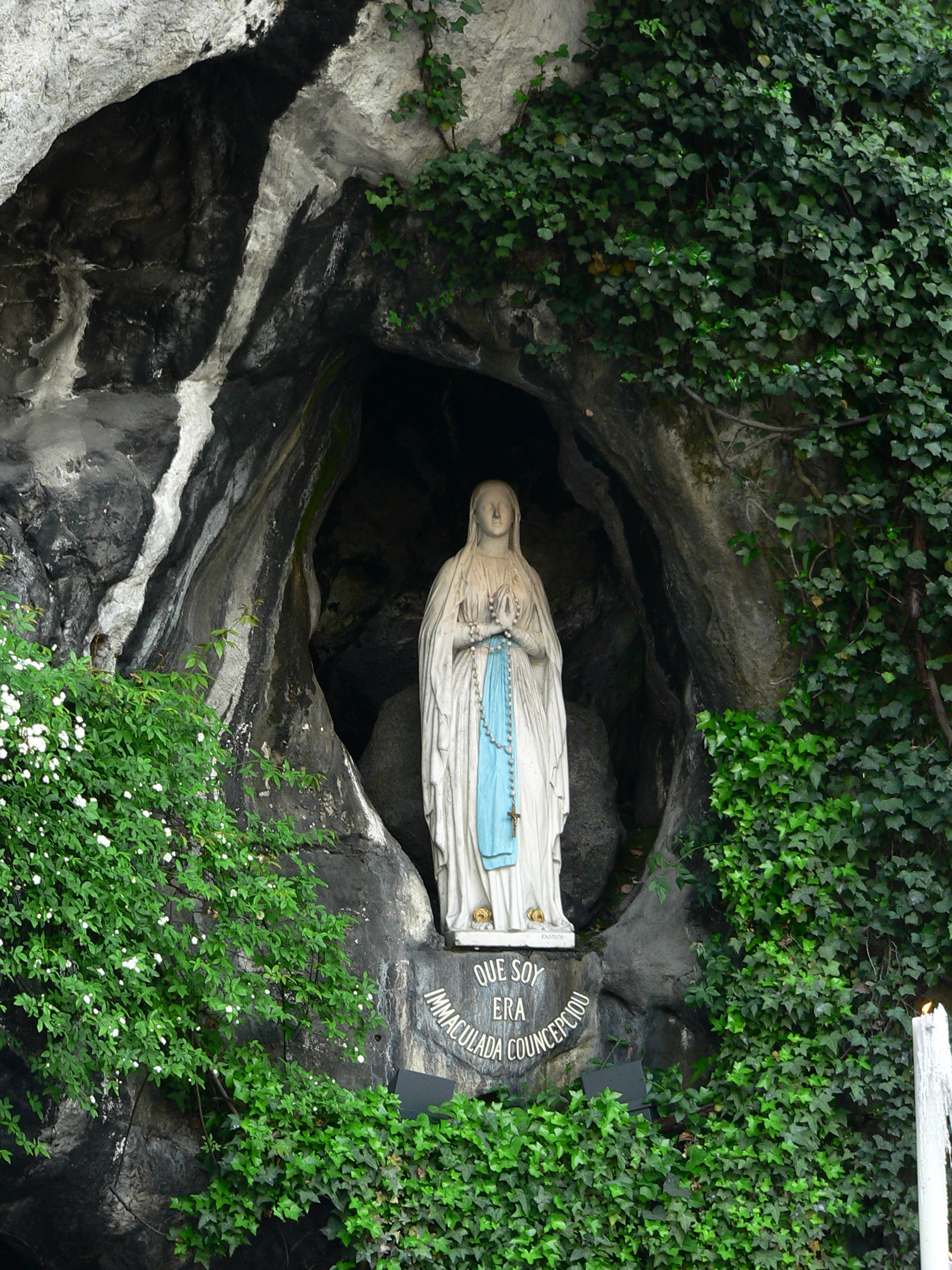
Joseph-Hugues Fabisch, Notre-Dame de Lourdes (1864), grotte de Massabielle.

En juillet 1863, Marie-Elfride et Marie-Sabine de Lacour, deux Lyonnaises qui consacraient leur fortune aux œuvres de charité, viennent en pèlerinage à Lourdes. Elles voient dans la niche supérieure de la grotte la petite statue de plâtre placée là par des habitants de Lourdes et ont l'idée que pourrait s'y trouver une « statue qui représenterait, d'une manière aussi exacte que possible, l'habillement et la pose de l'apparition ». Elles sont prêtes à dépenser la somme faramineuse de 7 000 francs-or plus tous les frais de l'artiste et elles proposent comme candidat le sculpteur Joseph-Hugues Fabisch, qui a déjà réalisé la statue de la Salette et celle de Notre-Dame de Fourvière. Dominique Peyramale est enthousiaste. Dans une lettre à l'évêque datée du 19 août 1863, il estime que « cette statue sera remarquable du point de vue de l'art et reproduira la Vierge Immaculée de la même façon que Bernadette l'a vue. »

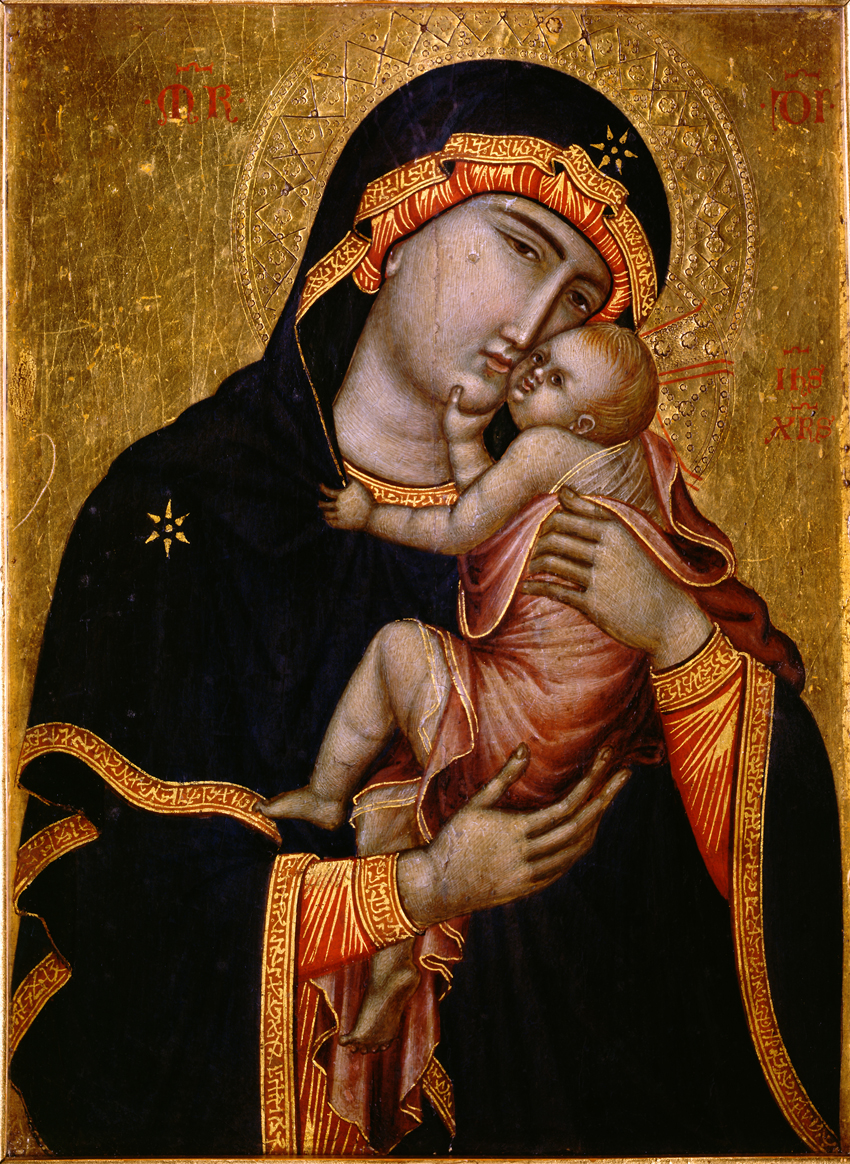
Anonyme, Notre-Dame de Grâce (vers 1340), cathédrale Notre-Dame de Grâce de Cambrai. Lorsqu'il rencontre Bernadette pour la première fois, Fabisch lui montre une série de gravures de célèbres représentations de la Vierge. Selon l'abbé Peyramale, elle regarde à peine ces images mais s'arrête sur une lithographie d'une Vierge de saint Luc en disant : Il y a quelque chose là. […] Mais ce n'est pas ça. Non, ce n'est pas ça. Cette anecdote est à l'origine de l'identification de l'icône Notre-Dame de Grâce de Cambrai et de celle que Bernadette Soubirous aurait reconnue comme la plus ressemblante à l'apparition.

Ce projet implique que l'artiste se fasse décrire l'apparition avec précision par Bernadette Soubirous et le 17 septembre, elle est à sa disposition pour répondre à ses questions. L'artiste a une idée très élevée de la mission qui lui est confiée, il est persuadé qu'il lui faut « interpréter » les propos de la jeune voyante en fonction des représentations traditionnelles de la Vierge pour réaliser ce qui doit être une œuvre d'art. Dès le lendemain, le 18 septembre, il réalise un premier modelage de Notre-Dame de Lourdes, tandis que le 20 septembre, il va à la grotte avec Bernadette Soubirous pour faire des essais avec une silhouette en carton qu'il place dans la niche tandis que la jeune fille donne ses impressions. Fabisch fait très bon accueil aux descriptions de Bernadette et semble persuadé d'en avoir saisi l'essence. Il écrit ce 20 septembre : « Elle m'a indiqué des corrections, qui, même du point de vue de l'art plastique, ont amélioré ma composition. Je défie le membre de l'Institut le plus fort d'avoir des idées plus justes sur la convenance de l'ajustement que celles de cette pauvre bergère. » En fait, Fabisch est fixé sur l'idéal qu'il envisage et n'écoute pas Bernadette Soubirous. Ses rapports avec elle lui semblent excellents, mais le malentendu va croissant.

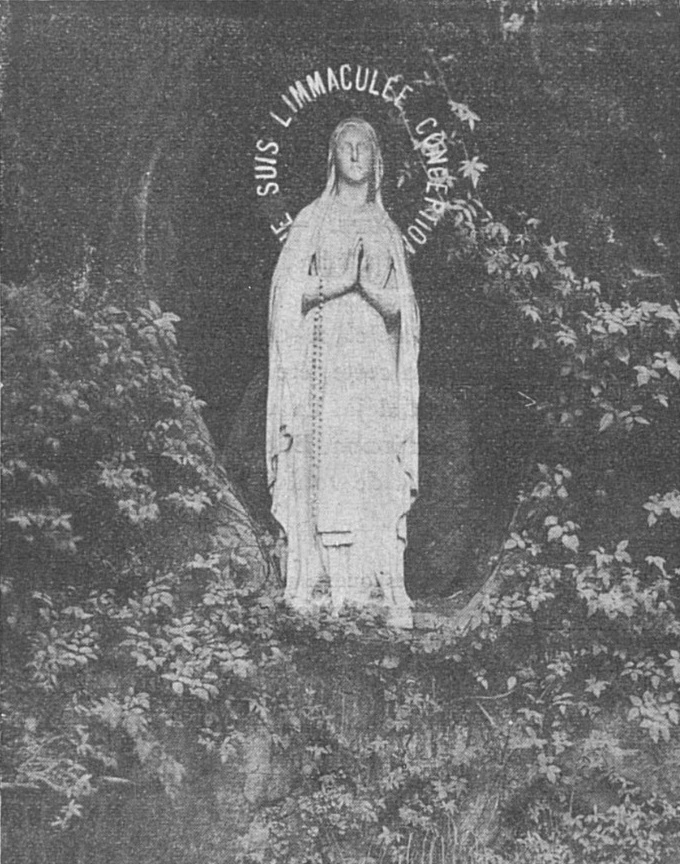
Statue de Notre-Dame de Lourdes dans la grotte de Massabielle (vers 1908)

En novembre 1863, Fabisch envoie des photographies de sa maquette à Lourdes et aux donatrices. Les réponses que Fabisch n'a pas attendues pour commencer à sculpter le marbre contiennent quelques critiques mais le prêtre Peyramale et les demoiselles Lacour y expriment surtout leur confiance en l'artiste. Peyramale conclut néanmoins sa lettre en écrivant : « Moi qui n'ai pas eu le bonheur de voir la Reine des cieux, je trouve votre modèle parfait ; pour Bernadette c'est autre chose. Aussi je doute fort qu'en voyant votre statue elle s'écrie, si émerveillée qu'elle puisse être : c'est elle ». La statue de Notre-Dame de Lourdes en marbre de Carrare est signée du nom de son sculpteur à l'avant de la terrasse. Au pied de la statue, est inscrit en arc de cercle la phrase en occitan « Que soy era Immaculada Counceptiou » (« Je suis l'Immaculée Conception ») qu'a prononcée la Vierge à Bernadette Soubirous - cette mention ne datant que de 1913. S'inscrivant dans la lignée du style sulpicien, la Vierge polychrome est vêtue d'un voile blanc, d'une robe blanche retenue par une ceinture bleue retombant en deux larges rubans, elle a une rose à la couleur d'or qui s'épanouit sur chaque pied. Un chapelet à chaîne d'or et à grains blancs tombe de ses mains jointes.
Le 30 mars 1864, Fabisch arrive à Lourdes avec la statue en bagage accompagné. La caisse est livrée à l'hospice où se réunit un petit comité pour son ouverture. On s'enquiert de la présence de Bernadette Soubirous. Peyramale dit qu'elle ne peut pas être présente car elle est malade, tandis qu'on l’aperçoit « sous la fenêtre » en train de faire la ronde avec des enfants. Quelques instants plus tard, elle est devant la statue priée de rendre son verdict. Peyramale lui demande « Est-ce bien cela ? » Bernadette Soubirous hésite un instant, elle dit « c'est bien cela… », puis ajoute « Non, ce n'est pas cela. » Fabisch est extrêmement déçu. Il écrira qu'il éprouva ce jour-là un des plus grands chagrins de sa vie d'artiste.

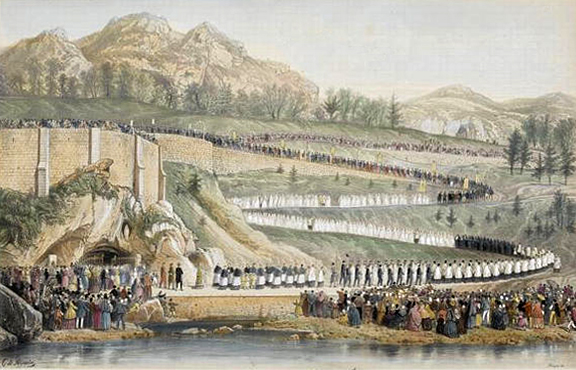
Procession du 4 avril 1864 pour l'inauguration de la statue.

Cette réaction négative de Bernadette Soubirous, qu'elle confirmera à maintes reprises, n'est pas publiée dans l'immédiat. La statue est inaugurée en grande pompe le 4 avril 1864, lors de la première procession officiellement organisée par l'Église qui réunit plus de 10 000 personnes. Ni Bernadette Soubirous ni le curé n'assistent à cette inauguration car ils sont malades l'un et l'autre. À Massabielle, la célébration est un triomphe. L'heure n'est pas aux critiques, mais celles-ci viendront avec les années et la publication des témoignages sur les réactions de Bernadette Soubirous. 
La Vierge est représentée au moment où elle dit qu'elle est l'Immaculée conception. Bien que Bernadette Soubirous eût précisé à Joseph-Hugues Fabisch qu'en cet instant, la Vierge levait les yeux mais pas la tête, Fabisch a tenu à ce qu'elle ait la tête levée vers le ciel. De ce fait, depuis que la statue est installée en hauteur, on lui en voit le cou plus que le visage. Fabisch n'a pas non plus cédé aux remarques de Peyramale qui souhaitait la voir sourire conformément aux témoignages de Bernadette Soubirous. Cette statue suscitera ensuite des flots de critiques. Joris-Karl Huysmans attribue à la piété de Fabisch son « manque absolu de talent » et parle pour sa statue d'une « effigie de première communiante ». Cette statue est aussi vue comme adéquate à l'office qu'elle remplit dans la mesure où, par ses déficiences, elle confirme l'idée qu'il est impossible de représenter convenablement l’ineffable. Elle est restaurée en 1996.
Le 3 juillet 1876 se déroule le couronnement canonique de la statue de Notre-Dame de Lourdes par le prêtre Louis-Édouard Pie,.

### Les miracles«objets de polémiques»
Bernadette Soubirous est étrangère aux guérisons miraculeuses comme elle est écartée de l'incroyable processus qu'elle vient d'enclencher, mais c'est bien elle qui est à l'origine de tout cela.
La population de Lourdes est en grande partie composée de petites gens qui prennent de plein fouet l'effondrement de l'économie pyrénéenne : des restrictions de nourriture sont imposées tous les cinq ans, puis survient la crise de 1853-1857 qui fait s'envoler le cours des céréales. La malnutrition provoque alors ses ravages habituels : les pauvres sont frappés de multiples maladies. Indigents et infirmes qui se pressent à la grotte de Massabielle vivent dans un XIXe siècle où triomphe la rationalité scientifique. Ils en éprouvent semble-t-il les limites, puisqu'ils restent fidèles à leur monde spirituel et fondent tous leurs espoirs dans le miracle. Ce sont eux qui spontanément transforment la grotte en un lieu de culte, et encore eux qui, à partir de la fermeture de la grotte, livrent contre les autorités une véritable fronde pour qu'on les laisse à nouveau y exposer leurs souffrances.
Les miracles de Lourdes n'ont cessé de faire polémique depuis qu'il en est question. Ces polémiques ont connu différentes phases. Il y a d'abord eu les premières discussions au moment même des apparitions. Ensuite c'est autour de la reconnaissance de guérisons par l'évêque de Tarbes et de la création d'un « bureau des constatations » dans le sanctuaire de Lourdes que se sont focalisées les discussions. 
À la fin du XIXe siècle et jusqu'à la loi de séparation des Églises et de l'État, alors que le gouvernement fermait les congrégations et expulsait les religieux en grand nombre, la question était celle de savoir s'il fallait « fermer Lourdes pour des raisons d'hygiène ». Cette polémique a pris fin avec la loi de séparation des Églises et de l'État. Jusqu'à la Première Guerre mondiale, la polémique s'est poursuivie entre médecins et théologiens sur la question du surnaturel. 
De nombreux livres et essais sur Lourdes furent publiés au moment du centenaire des apparitions, dont la thèse de médecine de Thérèse Valot intitulée Lourdes et l'illusion en thérapeutique et soutenue le 27 juin 1955 devant le jury de la faculté de médecine de Paris,, thèse qui tente de démonter tous les cas de miracles reconnus à Lourdes. 
Parmi les critiques croisées, certains « défenseurs des miracles » reprochent aux « fières libres-penseurs » (et critiques de Lourdes) la « faiblesse de leurs arguments », des « hypothèses gratuites » quand ce n'est pas « des erreurs positives », comme Georges Bertrin qui démonte en 1911 point par point les critiques faites par le Dr Christel sur le récit et l'étude médicale de plusieurs miracles.